# 伦敦国王学院
倫敦國王學院（英語：King's College London，縮寫为 King's 或 KCL，中文也译作伦敦大学国王学院），是倫敦大學的創校學院之一，為英格蘭第四古老的大學。倫敦國王學院是在1829年由英王喬治四世和首相威靈頓公爵於倫敦泰晤士河畔旁所創立，同年取得皇家特許狀。按皇家特許狀頒授年份，倫敦國王學院是英格蘭第三古老的學府（倫敦大學學院後於1836年取得皇家特許狀），校方則自稱為英格蘭第四所大學。截至2020年，学院校友及教员共诞生14名诺贝尔奖得主、1名图灵奖得主、3座奧斯卡金像獎、3座葛萊美獎與1座艾美獎。
校友分布領域廣泛，培養出許多世界政商名流，包含國家元首、國際組織與非政府組織的成員，其中英國19位現任下議院國會議員與17位現任上議院國會議員皆為倫敦國王學院校友，亦培育出五大洲許多政界人士。此外，醫療界、科學界，數學界、藝術界與建築界也皆有眾多傑出校友。文豪托马斯·哈代、維吉尼亞·吳爾芙、诗人约翰·济慈、奧斯卡影后葛麗·嘉遜、發現DNA結構的莫里斯·威爾金斯與羅莎琳·富蘭克林、惠斯通電橋發明者查爾斯·惠斯通、提出馬克士威方程組的現代物理學先聲詹姆斯·克拉克·馬克士威、近代護理學奠基人南丁格爾、拉美文學重要作家马里奥·巴尔加斯·略萨以及理论物理学巨擘彼得·希格斯皆是倫敦国王学院的毕业生。
國王學院的教學醫院聖托馬斯醫院是歐洲最大的醫療訓練設施，醫院歷史可追溯自1173年，而其醫學院於1550年建立。1836年，國王學院成為聯邦制倫敦大學的建校成員，後來於1985年與伊麗莎白女王學院和切爾西科技學院合併，於1997年與倫敦精神病學研究院合併，以及於1998年與蓋伊及聖托馬斯醫院聯合醫學和牙醫學院及南丁格尔护理学和助产教育院合併，擴大國王學院的規模。
國王學院的主校園位於倫敦西敏市河岸街，其餘三個校園座落於泰晤士河畔，亦另於南倫敦丹麥山設有醫學校區。國王學院共設9所學術學院，其中再分為眾多部門、中心和研究所；學院亦擁有歐洲最大的研究生醫術教育和研究中心，當中包括6所醫學研究委員會研究中心，國王醫療科學合作夥伴聯盟的創辦成員。國王學院目前擁有約25,000名學生及6,113名職員，在2013/14年度的收入合共6.04億英鎊，其中1.72億為研究經費和合約。

## 歷史

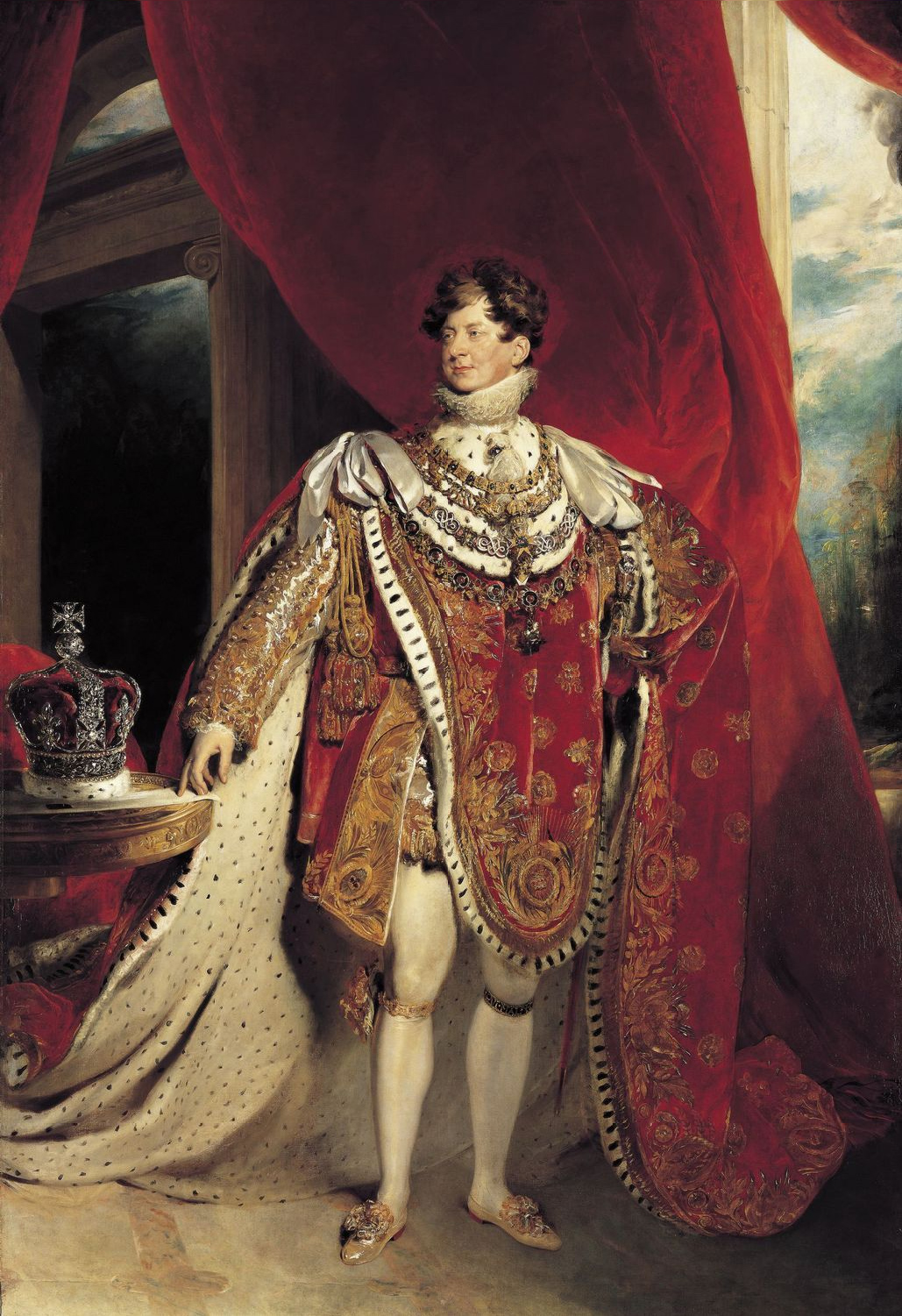
喬治四世

### 創立
倫敦國王學院於1829年由英王喬治四世和首相威靈頓公爵在倫敦市中心泰晤士河畔創立。19世紀前，英格蘭的兩所大學（牛津和劍橋大學）都帶有宗教和社會性質，學生皆為上流社會的聖公會紈絝子弟，為了讓一般平民能夠接受教育，在效益主義者、猶太人和非國教徒的支持下，「倫敦大學」（後更名為伦敦大学学院）於1827年建立。惟「倫敦大學」的世俗主義受到建制否拒。英王及首相遂在倫敦創辦國王學院，以回應及重申神學和建制的教育價值。因為是由國王和英國國教會所創立，國王學院早期受惠於英國君主和坎特伯里大主教，亦能與建校同年立即取得皇家憲章。皇家憲章由喬治四世於1829年8月14日所赋予，說明建立新學院的目的：為年青人提供在各種文學和科學上的教育，英國國教的教義和義務亦會由英國與愛爾蘭聯合教會灌輸。建校前，白金漢宮和攝政公園都曾被考慮作為國王學院的校址，但英國財政部最終以極低的租金永久提供河岸和泰晤士河之間、鄰近薩默塞特府的土地予學院。倫敦國王學院是其中一所在19世紀、在工業革命和拿破崙戰爭後所建立的大學。

#### 1829年3月21日巴特西決鬥

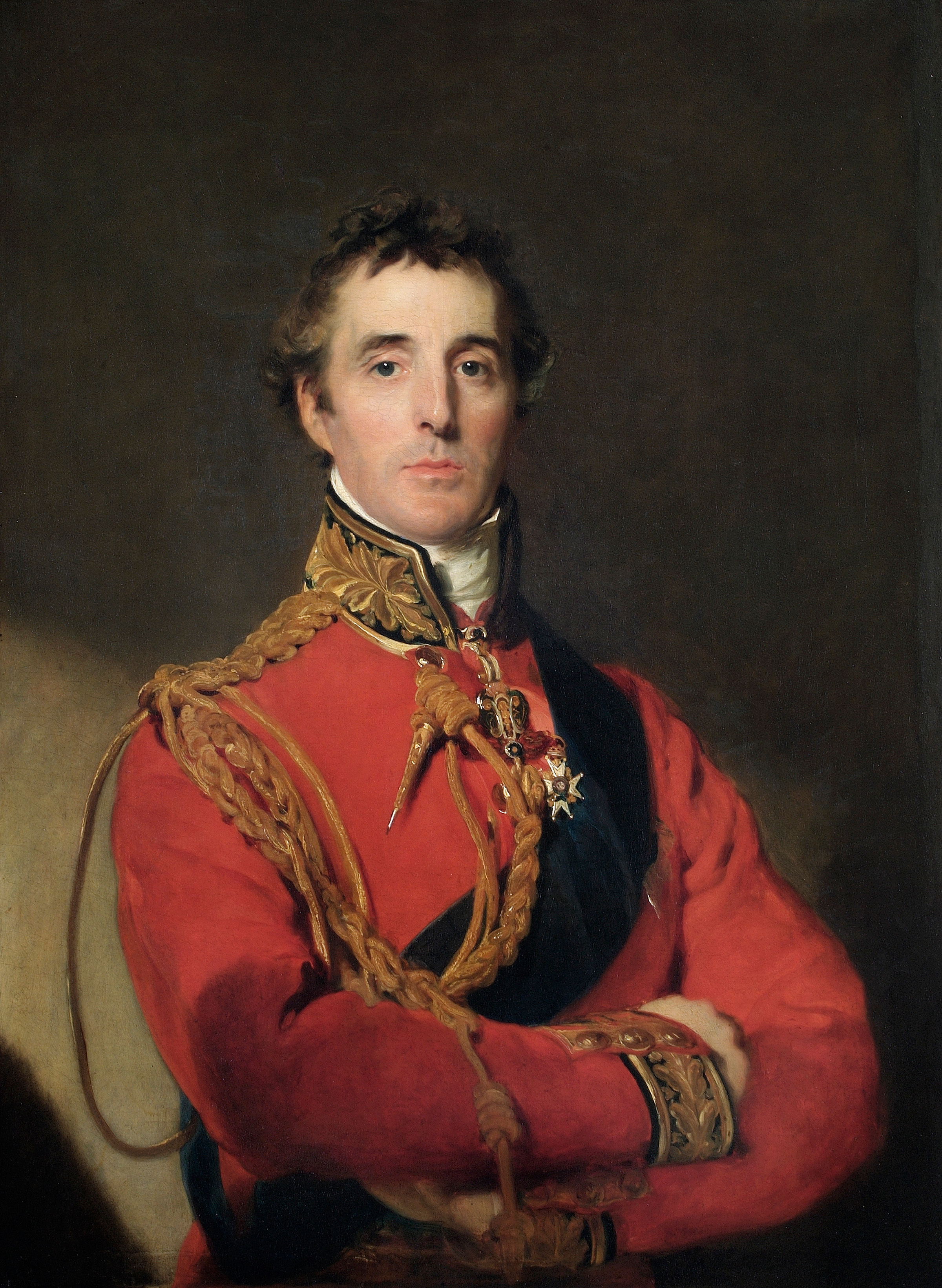
英國首相第一代威靈頓公爵阿瑟·韋爾斯利

首相威靈頓公爵是創立國王學院及1829年罗马天主教徒解放法的支持者；温切西伯爵喬治·芬奇-哈頓則質疑解放法，並希望國王學院依仿牛津和劍橋，只准許英國國教徒入學。由於兩者之意大相逕庭，温切西伯爵及其150名支持者否決建立國王學院，並在1829年3月14日於倫敦報章《標準報》指控威靈頓公爵「密謀背叛新教憲法」，亦質疑其建立新學院另有意圖。威靈頓選擇以決鬥回應。決鬥於1829年3月21日在倫敦巴特西原野（Battersea fields）進行，當時温切西沒有開槍，威靈頓的子彈則偏離目標。温切西伯爵及後致函向威靈頓公爵致歉。「決鬥之日」（Duel Day）至今仍然在每年3月21日後首個星期四慶祝，國王學院內亦會舉行多項相關活動，包括重演決鬥場景。

### 19世紀

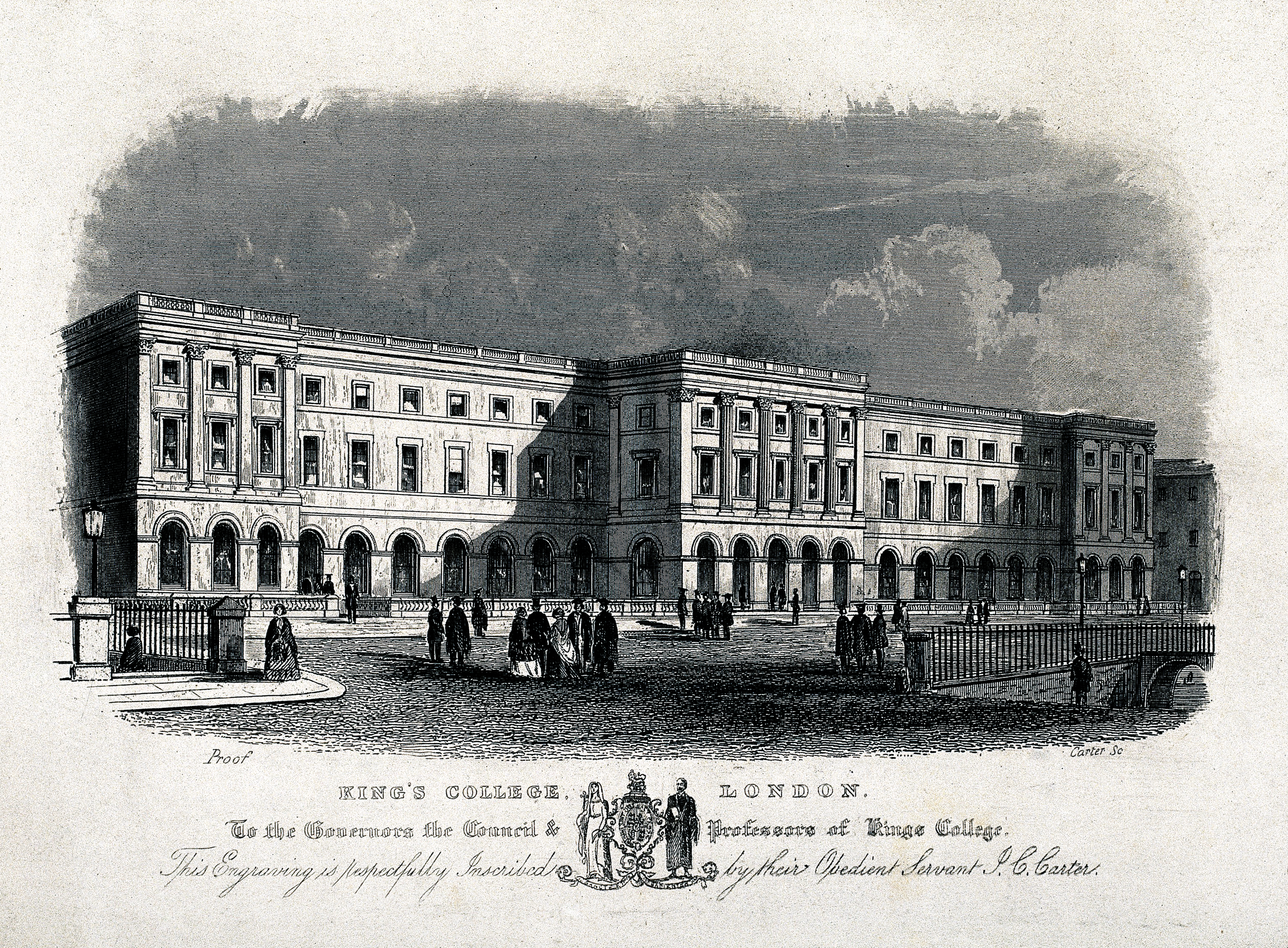
1831年的國王學院

倫敦國王學院於1836年與「倫敦大學」（London University）合併成為倫敦大學（University of London）聯邦。原來的「倫敦大學」於合併後更名為倫敦大學學院（University College London）。19世紀時，國王學院分成高等部和初等部，而初等部稱為國王學院學校（King's College School），並位於泰晤士河岸校舍的底層。國王學院學校在1841年起快速發展，且在1897年遷校至溫布頓，其後亦從倫敦國王學校中獨立。而高等部則分為三個課程，包括基礎課程（神學、語文學、數學、英國文學及歷史）、醫學部，以及其他課程（法律、政治經濟和現代語言學）。1833年，基礎課程改為頒授國王學院院士（Associate of King's College）資格，課程主要與道德及神學相關；此院士資格至今仍會授予完成相關課程的學生和教職員。1840年，學院建立了國王學院醫院，當時醫院位於贫困人士和病患者所居住的地區；國王學院醫院後於1913年遷至倫敦南部坎伯韦尔的丹麥山。

### 20世紀

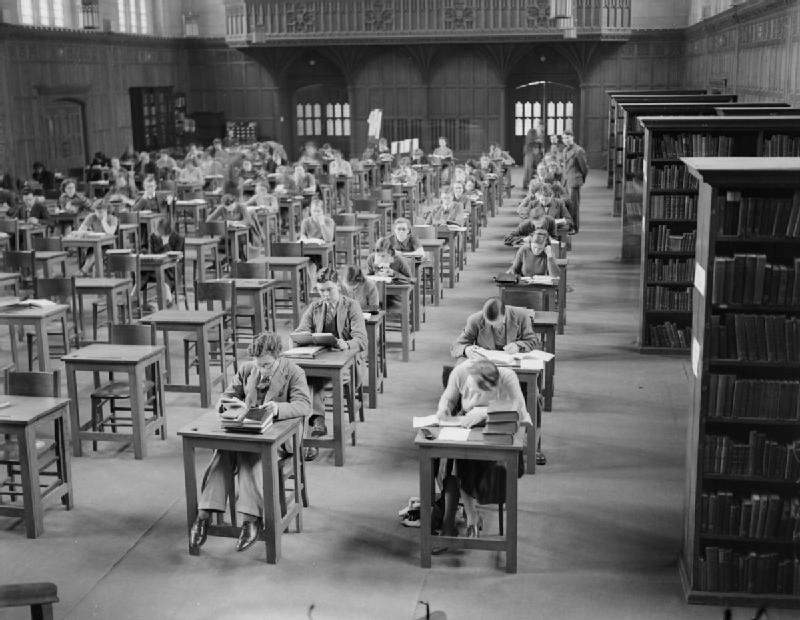
二戰時撤至布里斯托大學的國王學院學生

20世紀，國王學院廢除了教職員宗教試，但保留神學部。第一次世界大戰後學生人數大增，故當時的設施不足以應乎學生人數，部份課程甚至需要在校長室內上課。政府當時提出由河畔地區遷校至布卢姆茨伯里（Bloomsbury），但最終校方在1925年拒絕。在第二次世界大戰時，大部份學生及職員由倫敦撤至布里斯托和格拉斯哥。部份校舍，包括國王大樓、方庭、教堂的後殿拱頂和彩繪玻璃窗在戰時遭受炸彈破壞。
國王學院對DNA的雙股螺旋結構作出關鍵貢獻。1953年，任職於國王學院的羅莎琳·富蘭克林（Rosalind Franklin）和莫里斯·威爾金斯（Maurice Wilkins），聯同共事的雷蒙·葛斯林（Raymond Gosling）、艾力克·斯托克斯（Alex Stokes）、賀伯特·威爾森（Herbert Wilson）等人在國王學院細胞及分子生物物理學院發現DNA結構。
1966年，學院開始作出大規模重建和合併。國王學院合併其他倫敦大學的成員學院，包括伊麗莎白女王學院（1985年）、切爾西科技學院（1985年）、倫敦精神病學研究院（1997年）、蓋伊及聖托馬斯醫院聯合醫學和牙醫學院（1998年）及南丁格爾護理學和助產教育院（1998年）。

### 2001年至今
2006年7月，國王學院獲權獨立頒授學位。此權力在2007年正式實行，而同年9月起入學的學生可以獲得由倫敦國王學院所頒發的學位，而非以倫敦大學名義頒授。雖然新版本的證書印有國王學院的紋章，但文件上仍註明國王學院為倫敦大學的成員學院。至於在2007年8月前入學的在校生可以選擇取得由倫大或者國王學院頒授的學位。首個國王學院學位在2008年夏天頒發。在2008年時，國王學院有13,000名大學部學生與6,200名研究生。
2010年11月，倫敦國王學院舉辦籌款活動以於2015年或之前集資5億英鎊，用作癌症、全球功率、神經科學和心理健康、領導和社會，以及兒童健康五大範疇的研究。此活動於2013年3月已籌得超過4億英鎊，並在2015年前超過預設的目標。學院其後將目標調高至6億英鎊。2011年，國王學院重新建立於2003年時關閉的化學學系。2011年4月，學院成為英國醫學研究與創新中心的創立成員，中心其後改稱弗朗西斯·克里克研究所（Francis Crick Institute）。
2015年3月10日，國王學院租借奧德維奇區（Aldwych Quarter），為期50年，包括英國二級歷史建築布什大楼（Bush House）在內的建築物將成為學院河岸校園的一部份。此計劃將分期進行，學院將於2016年9月使用布希大樓及河岸大樓（Strand House），並將於2025年取得國王大樓（King House）及墨爾本大樓（Melbourne House）的使用權。

## 校區

### 泰晤士河岸校區（Strand Campus）

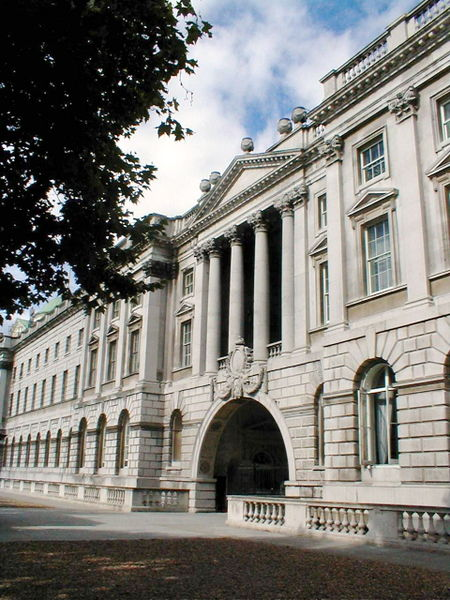
河岸校區堤岸正門

河岸校區是國王學院首個校園，位於泰晤士河北岸的西敏市。該校區以人文學科、法律、社會科學與公共政策為主；物理、工程與數學亦座落在河岸主大樓（Strand Building）。河岸校區的國王大樓（King's Building）由罗伯特·斯默克爵士於1831年設計，為英國一級登錄建築。座落於此校區的學院禮拜堂為拜占庭式哥特建筑，於1864年由英國建築大師賈萊斯·吉爾伯特·斯科特爵士重新設計。在1975年建成的麦克亚当大樓（Macadam Building）現為學生會（KCLSU）大樓，大樓命名自國王學院畢業生、英國大學學生會聯盟（National Union of Students）的首任主席麦克亚当爵士。
國王大樓內置有莎芙和索福克勒斯的大理石像，由國王學院英國語文與文學教授葛兰奇爵士（Israel Gollancz）友人Frida Mond於1923年遗赠。兩尊石像分別象徵学院的校訓「聖潔」和「智慧」。

#### 禮拜堂

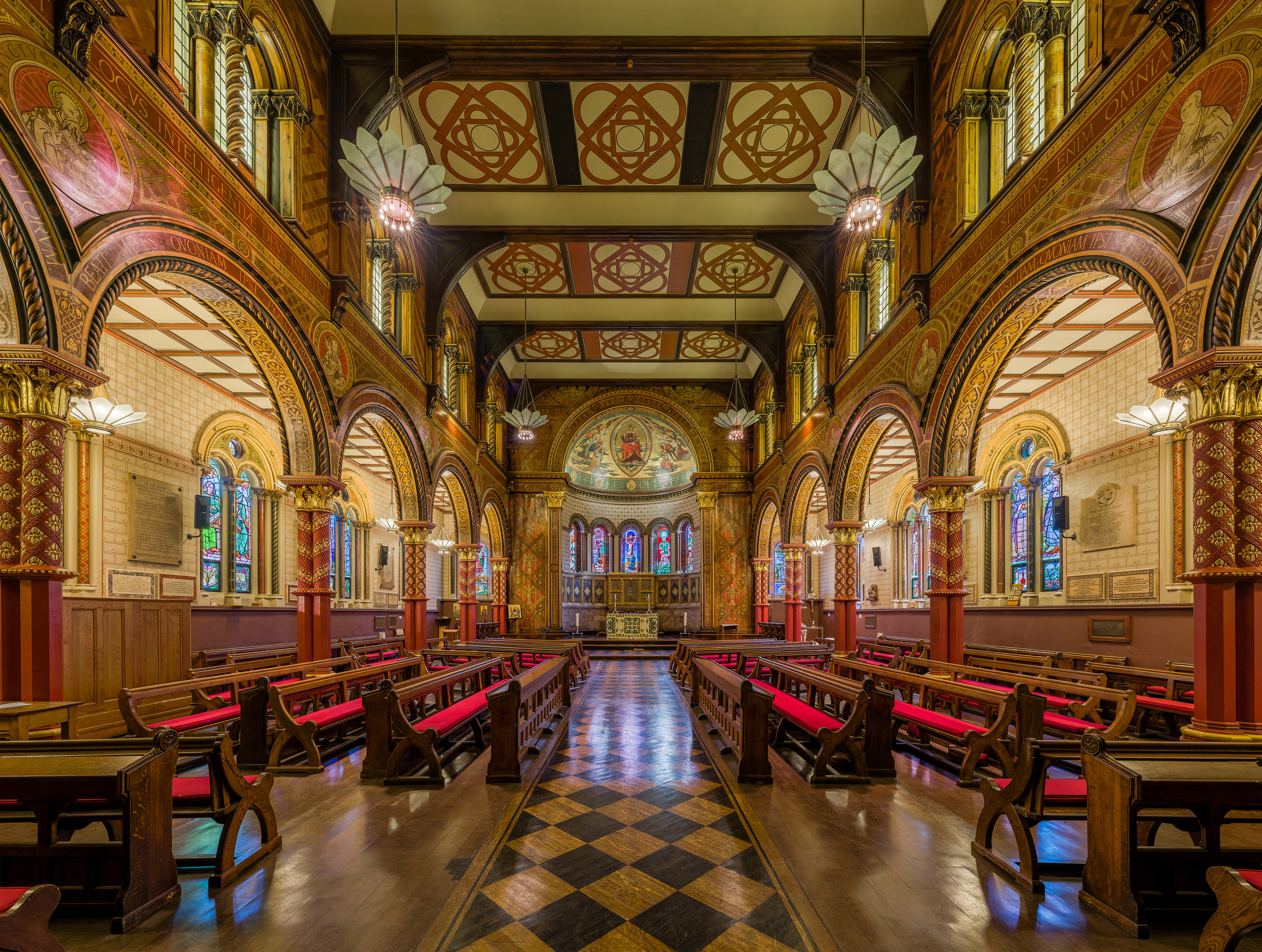
國王學院禮拜堂，為英國一級登錄建築

倫敦國王學院禮拜堂於1831年完成。19世紀中期，大學牧師爱德华·普朗普特認為禮拜堂設計落伍，因而在1859年提出重建計劃。喬治·吉爾伯特·斯科特在1864年完成禮拜堂的重改工程，費用約7000英鎊。

#### 薩默塞特府東翼

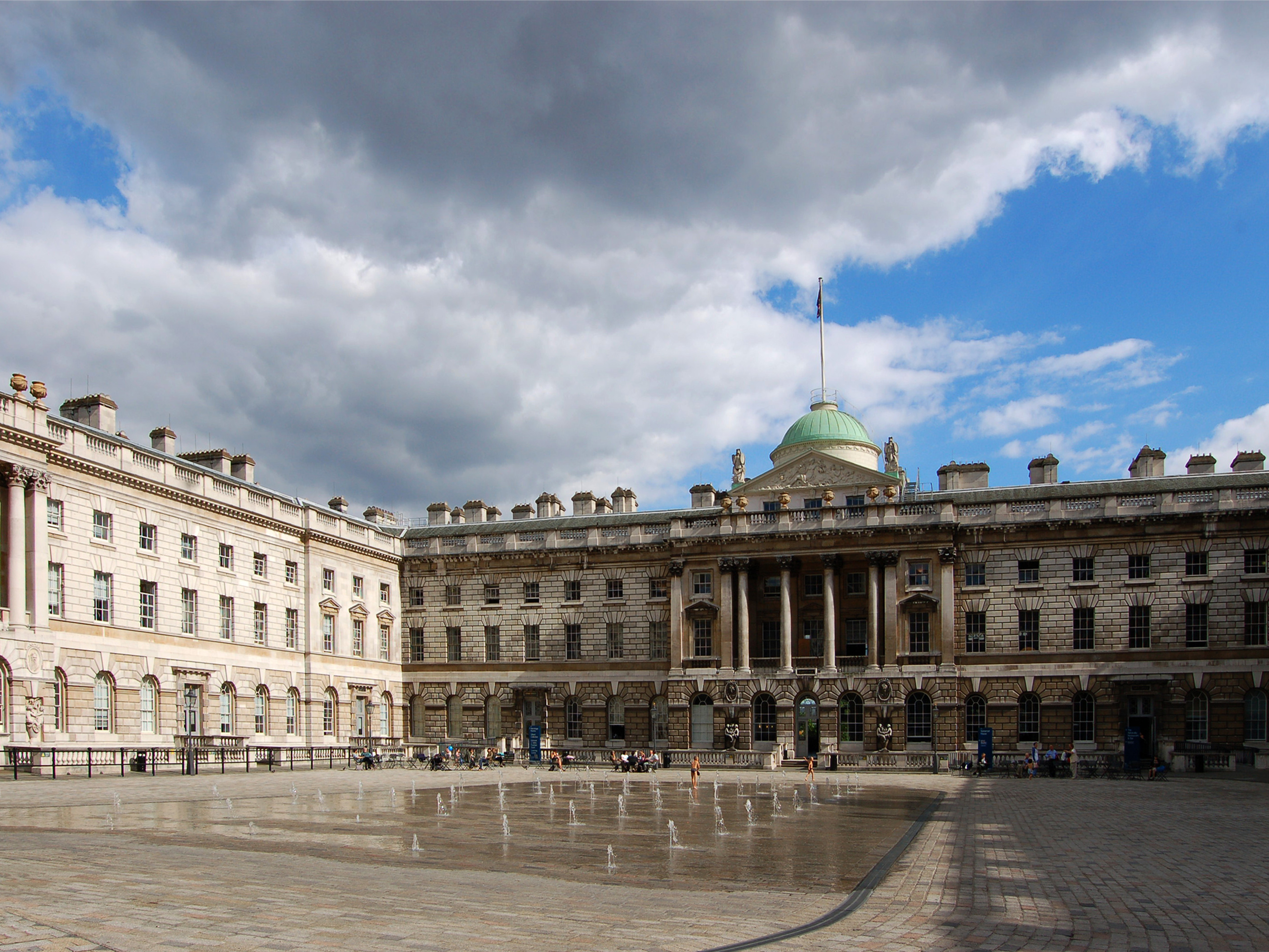
薩默塞特府，東翼為潘迪生法律學院和國王文化學院的校舍

2009年12月，學院與薩默塞特府的東翼簽下了78年租約。此物業談判費時極長，共花費超過180年才完成。自從學院建成起，校方已打算將校區擴展至薩默塞特府的其中一翼，惟學院與英國皇家稅務及海關總署欠緊密關係，此計劃難以實行。
2010年初，薩默塞特府東翼進行翻新工程，工程耗資2500萬英鎊，花上18個月完成。大樓在2012年2月29日由女王伊莉莎白二世正式開幕，薩默塞特府東翼成為了河岸校區的另一個入口，亦為潘迪生法律學院（The Dickson Poon School of Law）的新校舍。

#### 河岸街「羅馬浴場」
位於國王學院建築群內的羅馬浴場是在18世紀末的公眾浴場。浴場前身或為斯圖亞特時期的儲水池，現由英國國家名勝古蹟信託所保護。羅馬浴場在河岸校區的諾福克大樓底部，被國王學院建築群包圍，可從國王學院薩里街入口進入。儘管此浴場一般被認為是古羅馬浴場（thermae），亦因而被命名為「羅馬浴場」，但其更有可能是供水予17世紀薩默塞特府巴洛克噴泉的儲水池，而在18世紀末起用作公眾浴場。查爾斯·狄更斯在其名著《大衛·科波菲爾》中曾提到河岸街的羅馬浴場。
另外，奧德維奇站亦是倫敦國王學院河岸校區的一部份。奧德維奇站是倫敦地鐵一座已關閉的車站，為英國二級登錄建築。在1994年停運後，奧德維奇站的月台曾成為國王學院的射擊場。

### 蓋伊校區（Guy's Campus）
蓋伊校區位於倫敦橋旁，校區以由托马斯·盖伊（Thomas Guy）於1726年建立的蓋伊醫院為主，包含口腔醫學，醫學與生物醫學等學術單位。
國王戈登病理學博物館（King's Gordon Museum of Pathology）亦位於蓋伊校區，此博物館為全英最大的醫學博物館。

#### 蓋伊禮拜堂
蓋伊禮拜堂是蓋伊醫院其中一個最古老的部份，於1780年建成，屬英國II*級登錄建築。禮拜堂是醫院西翼的中心建築，現為國王學院蓋伊校區的禱告和禮拜場所。堂內保留了維多利亞時代的彩繪玻璃窗及馬賽克壁畫裝飾，且放置了醫院創立人托馬斯·蓋伊的大理石紀念碑。紀念碑由約翰·培根雕造，於1779年豎立，並安置在綠色大理石半圓形拱內。蓋伊禮拜堂地下室亦是蓋伊之墓的所在地；除此以外，英國外科醫生和解剖學家阿斯特利·庫柏爵士的遺體，以及其他醫院的捐助者和職員的紀念碑都在禮拜堂內。

#### 列柱

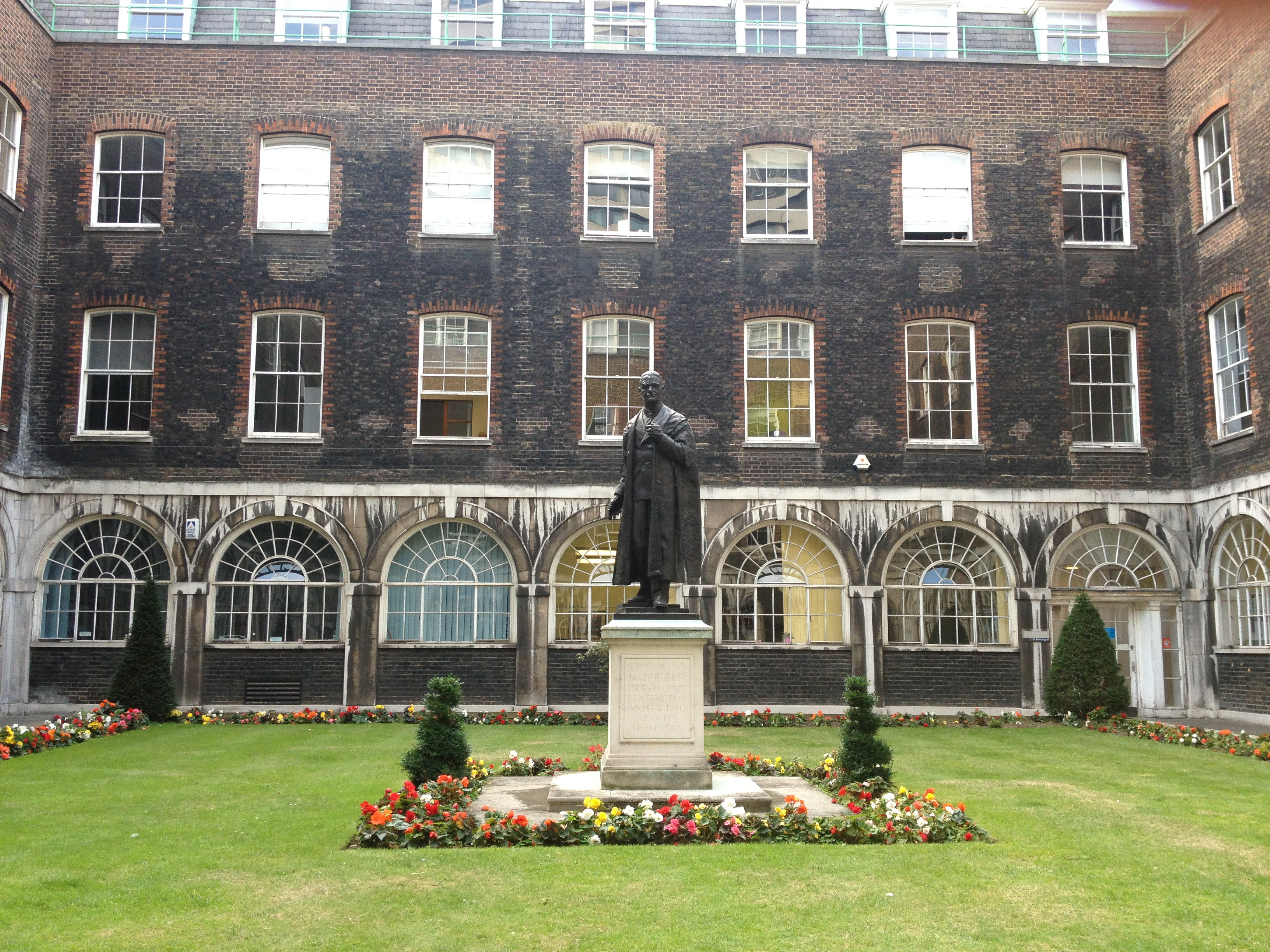
置有納菲爾德子爵雕像的西庭院

列柱亦為蓋伊醫院的原有建築部份，走廊兩旁為東、西庭院。東庭院置有小石亭及醫學院畢業生約翰·濟慈的雕像。小亭原為中世紀倫敦橋上的波蘭石拱頂，舊橋於1831年拆卸後，拱頂於1861年送到醫院，並在1926年放置至目前的佔置。而西庭院內置有醫院捐助人威廉·莫里斯（納菲爾德子爵）的塑像。前庭院在1738年建成，為於1780年建成的喬治亞式建築群的一部份。由彼得·斯美可思鑄制的托馬斯·蓋伊的銅像置於前庭院的中心，銅像基座刻有「基督醫治病人」和「好撒瑪利亞人」字樣。

#### 霍奇金樓
霍奇金樓（Hodgkin Building）是蓋伊醫院醫學院的舊主樓，命名自首位描述霍奇金淋巴瘤的醫生托馬斯·霍奇金（Thomas Hodgkin）。霍奇金曾任蓋伊醫院醫學院病理解剖學教員及戈登博物館館長。霍奇金樓的大堂及走廊展示著國王學院校友、教職員及捐助者的半身像，包括托馬斯·艾迪生、威廉·巴賓頓、戈爾丁·伯德、理察·布萊特、阿斯特利·庫柏及理查德·米德。大樓現用作演講廳、教學實驗室、解剖室及研究中心，國王學院的兩所醫學博物館（戈登博物館和生命科學博物館）皆位於霍奇金樓內。蓋伊醫院醫學院的圖書館（威爾斯圖書館）在大樓的底層。

### 滑鐵盧校區（Waterloo Campus）
滑鐵盧校區位於泰晤士河南岸，與河岸街校區隔河相對。校長室與主要行政單位多位於該區內的馬克士威大樓（James Clerk Maxwell Building）。衛生、與生命科學、教育系與部份的護理學系則位於全校最大的富蘭克林-威爾金斯大樓（Franklin-Wilkins Building）。
富蘭克林-威爾金斯大樓（Franklin-Wilkins Building）於1912至15年間建成，最初用作處理皇家版權和英國國家檔案的公共部門信息辦公室；後在一戰時改作喬治國王軍隊醫院。大樓於1980年代改由國王學院擁有，目前是倫敦其中一座最大的大學建築。大樓命名自發現DNA結構的國王學院教職員羅莎琳·富蘭克林和莫里斯·威爾金斯。
馬克士威大樓（James Clerk Maxwell Building）命名自任职于國王學院的数学物理学家詹姆斯·克拉克·馬克士威，除了是校長辦公室外，亦是南丁格尔护理学和助产教育院（Florence Nightingale School of Nursing and Midwifery）的一部份。

### 聖托馬斯校區（St Thomas' Campus）
聖托馬斯校區位於泰晤士河南岸的蘭貝斯倫敦自治市，與大笨鐘和英國國會大廈相對。部份醫學系與牙醫系為於該校區內的聖托馬斯醫院。而名聞遐邇的南丁格爾博物館也設於此校區內。双生研究學系及相關研研究（TwinsUk）亦於聖托馬斯醫院內進行。

### 丹麥山校區（Denmark Hill Campus）

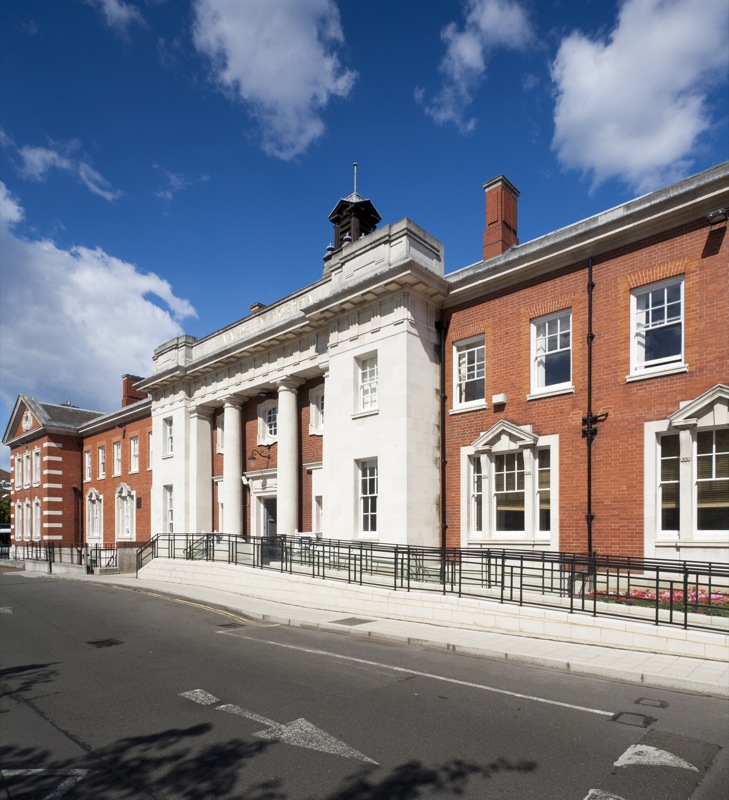
位於倫敦南部丹麥山校區的莫兹利医院

丹麥山校區位於倫敦南邊的坎伯韋爾，是國王學院中唯一不是位於泰晤士河兩旁的校區。校區內包含了國王學院醫院（King's College Hospital）、莫兹利医院醫院（Maudsley Hospital）與精神医学、心理學及神經科學研究院（Institute of Psychiatry, Psychology and Neuroscience）。口腔醫學和醫學院的部份校舍，以及國王學院宿舍（King's College Hall）也位處此校區。

## 行政架構

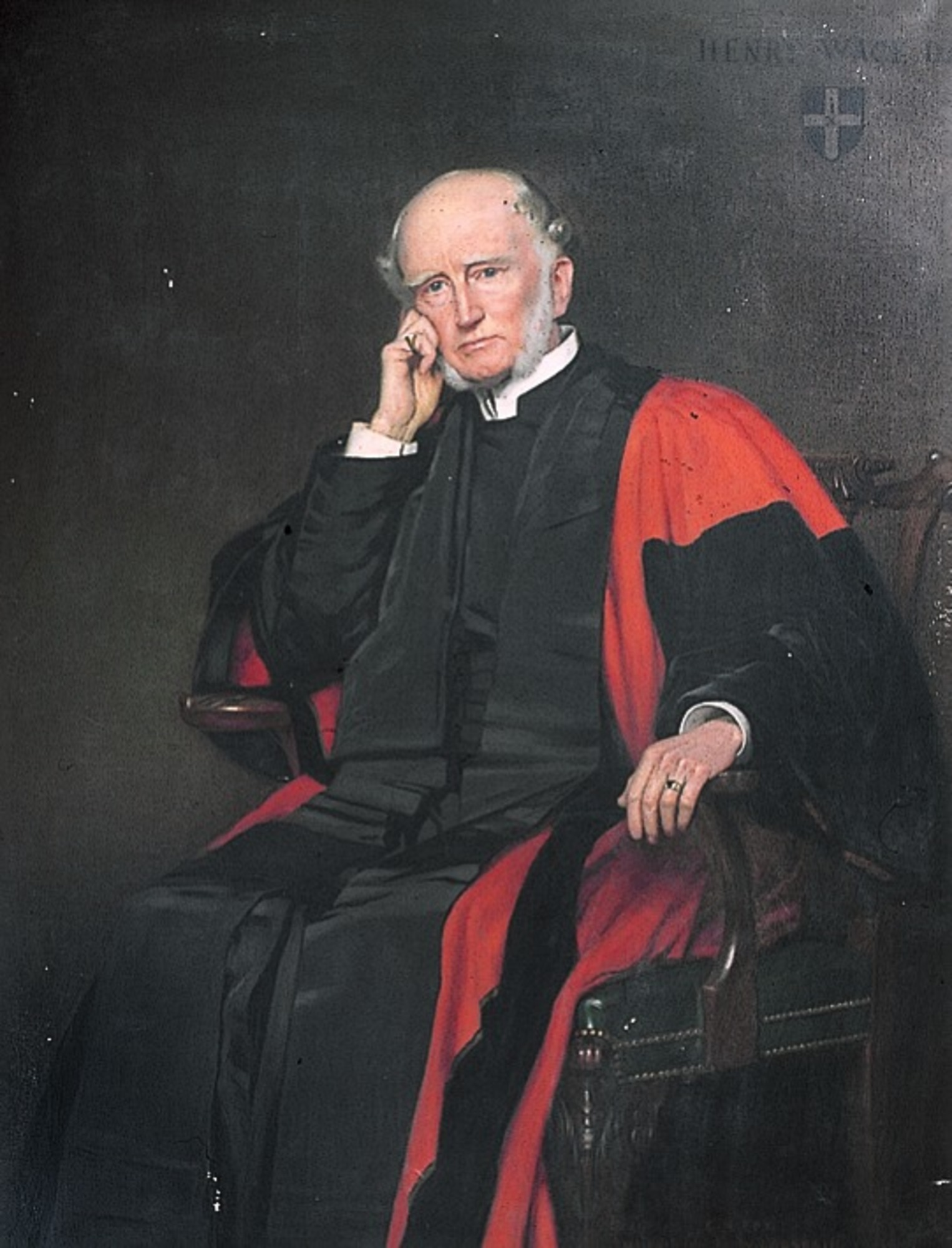
Henry Wace，國王學院校長（1883–1897）

### 院系
國王學院由9個學院組成，其中分為各個學系、中心及研究分支：
- 國王商學院
- 牙科學院
- 南丁格爾護理學及助產學院
- 精神医学、心理學及神經科學研究院
- 文學與人文學院

- 文學與人文科學研究院
- 希臘研究中心
- 古典文学
- 比較文學
- 文化、傳媒和創意產業
- 數碼人文
- 英文
- 歐洲與國際研究
- 電影研究
- 法語
- 德語
- 歷史
- 人文科學
- 現代語言中心
- 音樂
- 哲學
- 西班牙、葡萄牙、拉西美洲文学研究
- 神學與宗教研究

- 生命科學和醫學院

- 哮喘、過敏與肺部生物學
- 癌症研究
- 心血管科
- 西塞莉桑德斯姑息治療與康復研究所
- 糖尿病與營養科學
- 遺傳與分子醫學
- 健康與社會醫療研究
- 影像科學與生物醫學工程
- 免疫、感染及炎性疾病
- 醫學院
- 移植免疫學及黏膜生物學
- 女性健康
- 分析與環境科學部
- 人類和航天生理學中心（CHAPS）
- 化學系
- 醫藥科學研究院
- 發育神經生物學醫學研究委員會中心
- 環境與健康醫學研究委員會中心
- 蘭德爾細胞與分子生物物理學
- 沃爾夫森年齡相關疾病中心

- 自然科學與數學科學學院

- 生物醫學工程
- 化學
- 信息學
- 數學
- 物理學
- 工程學

- 社會科學與公共政策學院

- 國防研究系
- 教育及專業研究
- 地理學
- 老年學
- 英國當代歷史研究院
- 中東研究院
- 國王政策研究院
- 管理學及工商管理學院
- 政治經濟學
- 社會科學及醫療
- 戰爭研究
- 國王風險管理中心

- 潘迪生法律學院

- 英國憲法和歷史中心
- 建築法中心
- 歐洲法律中心
- 醫療法律與倫理中心
- 技術、道德與社會法律中心
- 國際國家犯罪倡議
- 國王法理學（KJuris）
- 信託法委員會

#### 院系歷史
在19世紀時，倫敦國王學院由五個學系組成，該五個學系分別為神學、文學及科學、應用科學、醫學，以及軍事。神學系為學生提供與教會歷史、教牧神學及訓詁相關知識；文學及科學系授予語言及文學、歷史、法學、政治經濟學、商務、數學、生態和自然歷史；而自然哲學、地質學、礦物學和藝術相關學科則在應用科學系內教授。國王學院院系隨學院歷史及社會需求而增減及重組；在21世紀，學院由八個學術院系構成。

#### 文學與人文學院
國王文學與人文學院於1989年成立，該學院合併自國王學院文學院、音樂學院及神學院。學院包括傳統的學科科目，並設有獨特學科，如希臘研究、葡萄牙語、中世紀研究，亦包括新興學科，如數位人文及酷兒研究。皇家戲劇藝術學院並無頒布學位的權力，學院由國王學院的文學與人文學院管理及提供學位。

#### 牙科學院
國王學院牙科學院著重於對牙科疾病的認識，並由此加強健康及修復牙齒功能。學院前身為蓋伊醫院牙科學院、國王學院醫院牙科學院、皇家牙科醫院，以及蓋伊和聖托馬斯聯合醫科及牙科學院。在2005年前，牙科學院為國王學院醫科及牙科學院的一部份，其後成為獨立學院。
倫敦國王學院的牙科教育於1799年開始，當時約瑟夫·福克斯開始向蓋伊醫院學生提供一系列的牙科手術演講，同年任命福克斯為牙科醫生。托馬斯·貝爾於1817或1825年繼任成為牙科醫生。
19世紀時，倫敦僅有兩所牙科學校（都會牙科科學院及倫敦牙科外科學院），弗雷德里克·紐蘭·佩德利（在1885年成為蓋伊醫院助理牙科醫生）因而主張建立一所新牙科學校，並向兩所學院輸入大量病人，以證明倫敦需要更多的牙科學院。1888年12月，蓋伊醫院牙科學院正式成立，及後在1901年成為倫敦大學的成員學院。由於牙科服務的需求在1970年代起下落，英國衛生部建議減少牙科學生的數量，同時縮減課程長度。故此，倫敦牙科外科學院皇家牙科醫院在1983年8月1日與蓋伊醫院牙科學院合併。
在1923年4月12日的醫院管理委員會會議上，漢布爾頓子爵建議建立國王學院牙科學院，牙科學院在1923年11月12日在國王學院醫院內成立。根據《1948國家衛生法》，國王學院醫學及牙科學院在1948年脫離倫敦國王學院，惟醫學及牙科學院在1983年再次成為國王學院的學院，並在1998年與蓋伊及聖托馬斯醫院聯合醫學和牙醫學院合併。

#### 生命科學和醫學學系

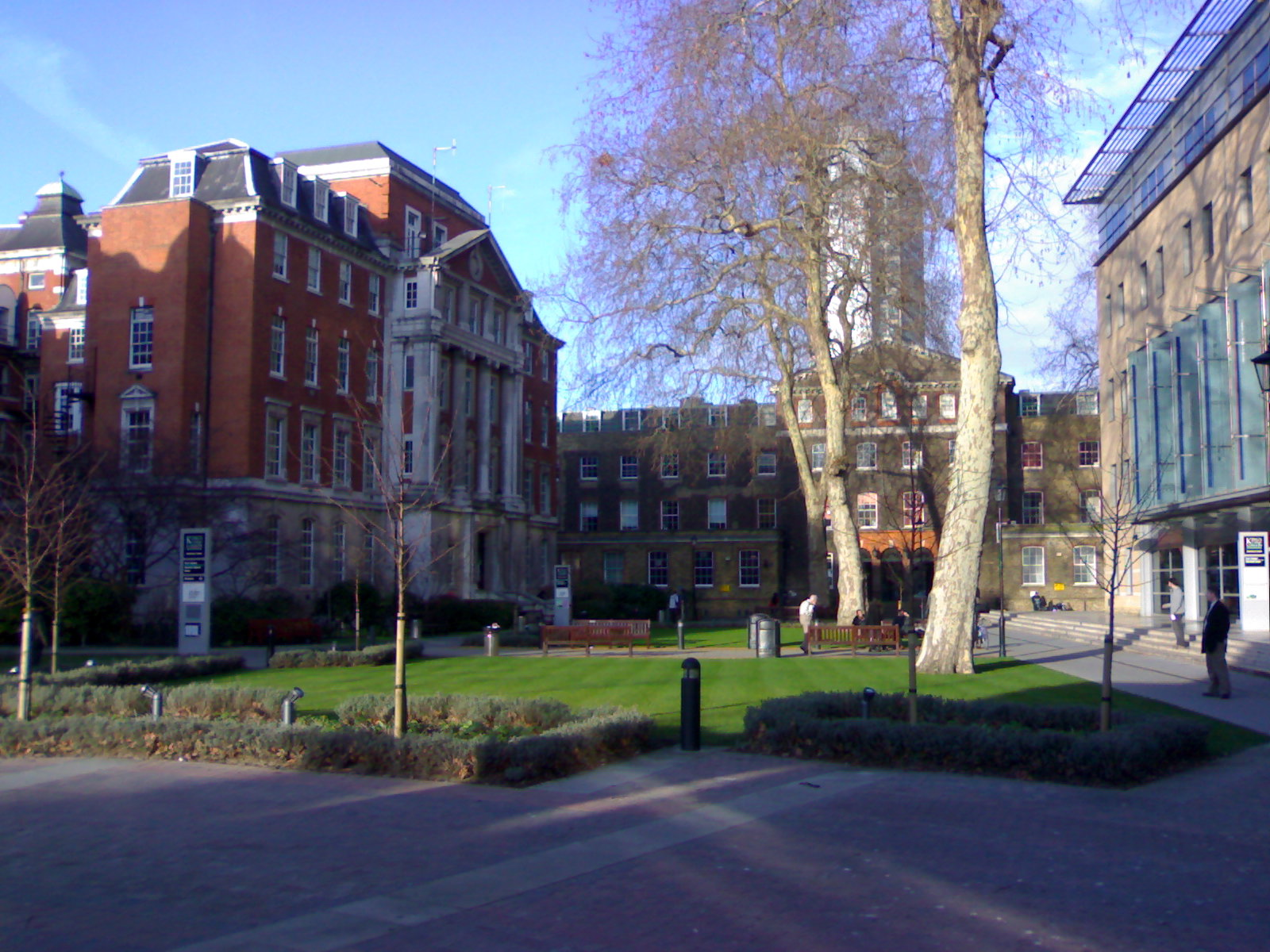
蓋伊校區是生命科學和醫學院所在的校區之一

國王學院生命科學和醫學學系於2014年由國王學院醫學院及生命科學學院合併而成。學系現由GKT（蓋伊、國王、聖托馬斯）醫學院及生物醫學科學院組成；前者提供內外全科醫學士課程，負責醫學教育及訓練，後者則負責生物醫學和衛生專業教育。生命科學和醫學學系由18個學術分支構成，其中包括癌症研究、西西里·桑德斯緩和醫療學院，醫學院和藍道爾細胞及分子生物物理學部。醫學研究理事會發育神經生物學中心及沃弗森老年疾病中心曾為生命科學院的研究分支，兩所中心已於2014年遷至精神医学、心理學及神經科學研究院。

#### 精神医学、心理學及神經科學研究院
精神医学、心理學及神經科學研究院（IoPPN）前身為倫敦精神医学研究院，學院致力於研究精神及腦科疾病的原因及研發新藥物，为该领域全歐洲最具规模及影响力的研究机构。學院在1924年建立，創立時名為莫茲利醫院醫學院，在1948年改名為精神医学研究院，成為倫敦大學的成員學院。研究學院主大樓於1967年開幕，大樓內包括演講廳、行政辦公室、圖書館，以及飯堂。1997年，研究學院脫離莫兹利，與倫敦國王學院合併，再於2014年改為現名。在2014年卓越研究框架（Research Excellence Framework）中，研究院工作的影响力被认定为为100%“世界领先级”或“国际卓越级”。该研究院的研究环境也被评为100%“世界领先级”。根据2024年US News Best Global Universities for Psychiatry/Psychology排名，国王学院在精神医学和心理学专业排名世界第二。

#### 潘迪生法律學院
潘迪生法律學院前稱倫敦國王學院法律學院。學院設有研究中心及小組，其中包括設立於1974年的歐洲法律中心、設立於1978年的醫學法律與倫理中心、設立於1988年的英國憲法和歷史中心、建築法中心、社會科技道德與法律中心、政治哲學和法律中心、跨國法律研究所及信託法委員會。從1831年起，國王學院已有教授法學的課程。法律課程最初在大學高等部授課，其後法學部在1839年轉至文學和科學學系，並在1893年轉至文學院。1909年法学部（Faculty of Laws）成立，1991年法学部改为如今的法学院（School of Law）。現時法律相關課程皆在潘迪生法律學院授課。

#### 自然科學與數學科學學院
國王學院自然科學與數學科學學院建立於2010年，由物理科學及工程學院重組而成。學院提供化學、信息學、物理學、數學和電信科學的教育，同時參與該些領域的研究。早在1829至30年，國王學院已有物理學及數學的相關研究；至今已有6名諾貝爾獎得主在自然科學與數學科學學院內學習或工作。
化學在1829年開始便在國王學院內教授，首任教授為科普利獎章得主約翰·弗雷德里克·丹尼爾。惟由於學生人數及資金減少，國王學院的化學系在2003年關閉。在2012年，化學系重新在學院內建立，學系覆蓋傳統化學範疇（有機及無機化學、物理化學和計算化學）和其他學科，包括細胞生物學和物理學。
倫敦國王學院工程學系在1838年建立，為英格蘭最古老的工學院。工程學系曾在1893年為全英國最大型的工學院，當時學生皆由詹姆斯·克拉克·馬克士威、查爾斯·惠斯登和威廉·西門子等著名科學家任教。工程學系在2013年關閉。2019年由Pro. Barbara Shollock重新建立工程系。
1920年代是自然科學與數學科學學院的優秀時期。1921年，阿爾伯特·愛因斯坦到訪倫敦國王學院，並在學院內發表演講，講題為《相對論的發展和當前地位》。愛因斯坦引述到倫敦國王學院自然哲學教授馬克士威的研究成果。

#### 南丁格爾護理學及助產學院

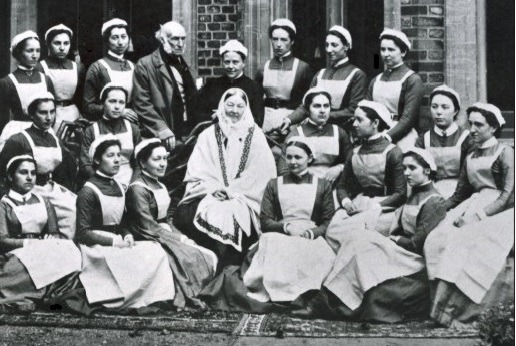
南丁格爾及其護理學學生

南丁格爾護理學及助產學院是倫敦國王學院的其中一所最大規模的學院，院內主要為學生提供護理學及助產學訓練，同時亦參與護理學相關研究及提供持續專業發展和研究生課程。學院前身是世界上第一所與醫院聯繫的護理學校、由弗羅倫斯·南丁格爾在1860年創立的南丁格爾訓練學校。南丁格爾訓練學校在1996年和奧利海頓助產學院，以及托馬斯·蓋伊和路易斯漢護理學院合併，該些學院的師生在同年成為國王學院教員及學生。

#### 社會科學與公共政策學院
社會科學與公共政策學院於2001年建立，為英國其中一所最大型的專注於政策導向研究學院。倫敦國王學院戰爭研究系（Department of War Studies）是全英唯一的學系，學系內有李德·哈特中心軍事檔案、國防研究中心、和國王軍隊衛生研究中心等設施。國王風險管理中心設立於2002年，中心參與和風險管理、治理和交流的國際研究，並會舉行不同的項目、計劃和會議，將風險研究用作針對性和實用性的政策解決方案。
國王學院全球事務學院於2015年成立，全球事務學院由倫敦國王學院的八所全球研究院（巴西研究院、劉氏中國研究院、俄羅斯研究院、北美研究所、國際發展研究所、非洲領導中心和中東研究所）所組成。

### 紋章

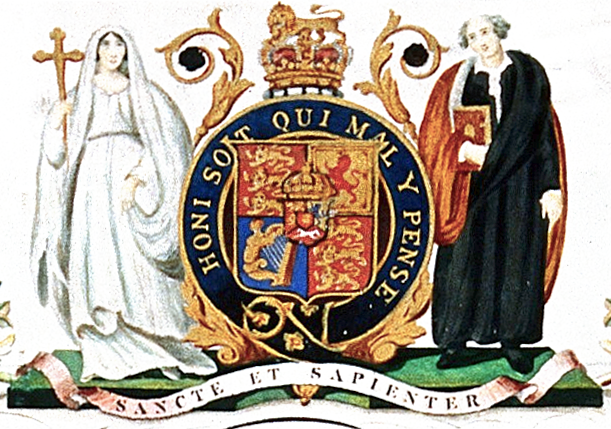
展示於皇家憲章的學院紋章，在1829至1985年間使用

展示於皇家憲章的倫敦國王學院紋章為國王喬治四世的紋章。紋章中的盾徽為漢諾威王朝的皇家銘牌，兩旁的支持者分別代表學院校訓中的「聖潔」和「智慧」。然而不管國王學院檔案館或英國紋章院都已無尚存相關紋章選擇的文件，學院歷史上亦有不同的非官方版本。目前的紋章在1985年、國王學院與伊麗莎白女王學院及切爾西科技學院合併後使用，紋章結合兩所學院的紋章學設計，包括切爾西學院的橫行獅及的伊麗莎白女王學院熾燃爐。
在紋章學上，國王學院紋章上的盾徽為：
（原文）Or on a Pale Azure between two Lions rampant respectant Gules an Anchor Gold ensigned by a Royal Crown proper on a Chief Argent an Ancient Lamp proper inflamed Gold between two Blazing Hearths also proper.
（中譯）由湛藍色相間的兩旁金色背景上為相向的雙橫紅獅，兩獅之間為金錨及原色英王室皇冠；銀色背景中為燃著金燄的原色古燈，兩旁為原色熾燃爐。
紋章上的冠飾和支持者為：
（原文）On a Helm with a Wreath Or and Azure Upon a Book proper rising from a Coronet Or the rim set with jewels two Azure (one manifest) four Vert (two manifest) and two Gules a demi Lion Gules holding a Rod of Dexter a female figure habited Azure the cloak lined coif and sleeves Argent holding in the exterior hand a Lond Cross botony Gold and sinister a male figure the Long Coat Azure trimmed with Sable proper shirt Argent holding in the interior hand a Book proper.

## 學術泛論

### 取錄事宜
2005年，英國《星期日泰晤士報》將國王學院列為第六難入讀的英國高等學府。根據2015年泰晤士报和星期日泰晤士报优秀大学指南，約30%國王學院本科生來自獨立學校。在2020年完全大学指南排名中，國王學院排于全英第25。

### 畢業

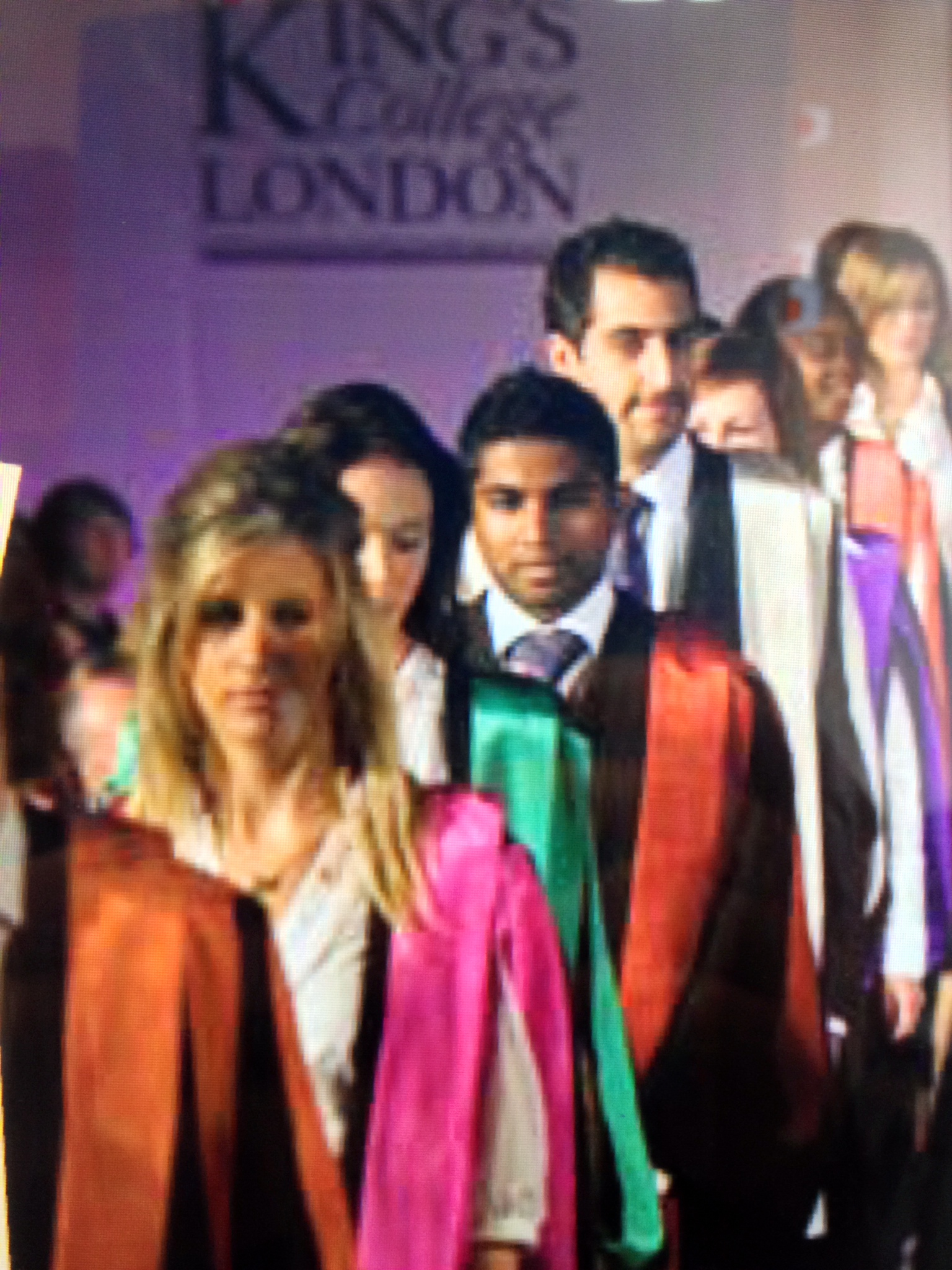
倫敦國王學院的學位服由薇薇安·魏斯伍德設計，學位服上用上代表各個學院的顏色

國王學院畢業季節為每年的一月或七月；醫學院及牙科醫學院的畢業典禮於薩瑟克座堂舉行，其他各個學院的典禮則於巴比肯藝術中心舉行。現時國王學院的畢業袍由時裝設計師薇薇安·魏斯伍德設計，於2008年正式於典禮使用。

### 研究
2013/14年，國王學院的總研究收入達1.72億英鎊，其中4764萬鎊來自英國本地慈善機構、3826萬鎊來自研究委員會、3297萬鎊來自英國政府及各個政府部門、2138萬鎊來自歐盟政府和機構、1709萬鎊來自海外國家、1311萬鎊來自英國工業，商業和公共機構、111萬鎊來自地方來源。
國王學院共有1369職員及27個單位參與了2014年研究卓越架構（Research Excellence Framework；REF），其中學院提供的40%研究項目被評為4*，45%為3*，13%為2*，和2%為1*，總平均成績達3.23。泰晤士高等教育以REF結果為英國各所高等學府排名－－國王學院的科研實力為全英第6，總平均成績為全英第7。

### 醫學

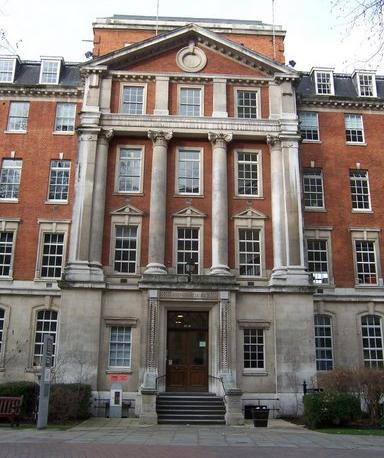
蓋伊校區醫學院大樓

國王學院是歐洲最大的醫療教育中心。倫敦國王學院醫學院共有2000名本科生，超過1400名教員，共四所教學醫院（包括蓋伊醫院、國王學院醫院、聖托馬斯醫院、劉易舍姆大學醫院），以及17所聯繫醫院。國王學院牙科學院亦是歐洲全大的牙醫學院。南丁格爾護理學和助產教育院是全世界最古老的護理學專業學院。
作為國王醫療科學合作夥伴聯盟（King's Health Partners）的創辦成員，國王學院亦是歐洲主要的生物醫學研究中心。此夥伴聯盟為歐洲最大的醫療科學中心，其中職員共有約25000名，營業額超過二十億。
國王學院擁有6所醫學研究委員會（Medical Research Council，MRC）研究中心，為全英最多MRC中心的大學。學院亦擁有2所由英格蘭國民保健署（NHS）建立的生物醫學中心（蓋伊及聖托馬斯/國王學院綜合生物醫學研究中心、南倫敦及莫茲利/國王精神病學研究院生物醫學研究中心），而全英共有12所同類型的中心。
國王學院藥物控制中心建立於1978年，中心為全英唯一一所世界反運動禁藥機構認證的反興奮劑實驗室，亦為英國官方的禁藥測試中心。國王學院藥物控制中心是首個由國際奧林匹克委員會所認證、達ISO/IEC 17025質量標準的實驗室。中心為2012年倫敦奧運會提供反運動禁藥設施。

### 圖書館
國王學院的圖書館設施分佈於各個校區，館藏涵蓋過百萬冊印刷書籍，以及過千學術期刊及電子資源。

#### 莫恩圖書館（Maughan Library）

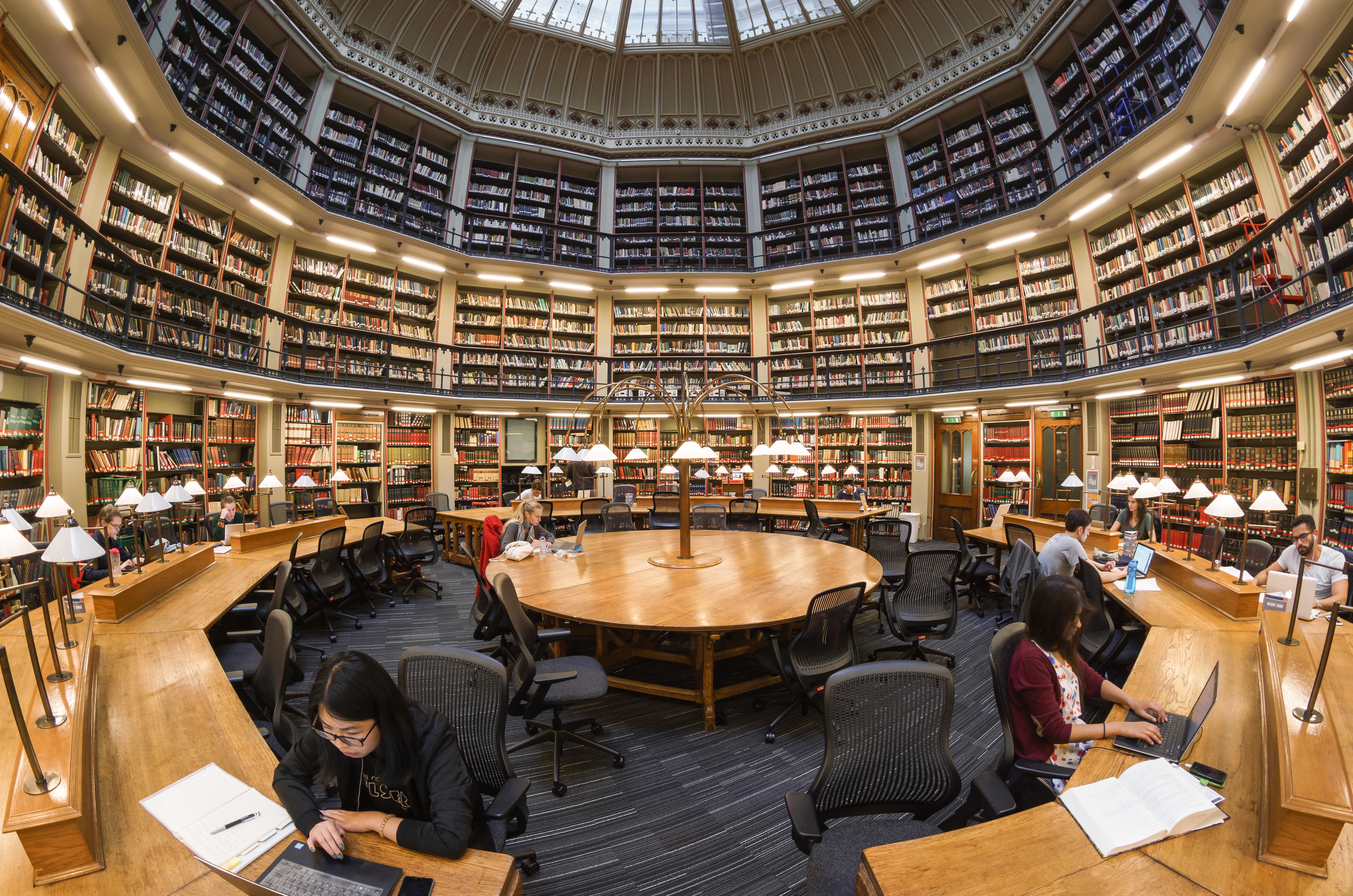
莫恩圖書館圓形閱覽室

莫恩圖書館為國王學院的主圖書館，為二戰後英國最大型的新大學圖書館，亦是學院中最大的圖書館。莫恩圖書館大樓為II*級登录建筑、19世紀哥特式復興建築，前身為公共記錄辦公室大樓，由James Pennethorne所設計。圖書館館藏藝術與人文學院、法律學院、自然科學與數學科學院，及社會科學與公共政策學院的參考書籍及學術期刊。館內亦藏有特別收藏和古籍善本。館內設有受大英博物館閱覽室及勞斯教堂所啟發的八角形圓頂閱覽室，亦有花窗玻璃、馬賽克地板和紀念碑，以及文藝復興時期的陶土雕像。

#### 其他圖書館
- 福伊爾特藏書庫（Foyle Special Collections Library）：位於法院巷，館藏超過150,000冊印刷書籍，以及過千冊地圖、幻燈片、錄音與手稿。[124]
- 托尼·阿諾德圖書館（Tony Arnold Library）：位於法院巷，館藏超過3000冊法律書籍及140法律刊物。圖書館以托尼·阿諾德（税务学院任職時間最长的服务司）命名。圖書館於2001年9月成為國王學院的法律圖書館。[125]
- 富蘭克林-威爾金斯圖書館（Franklin-Wilkins Library），位於滑鐵盧校區，館藏管理和教育學，以及生物醫學、健康及生命科學資源，其中包括護理學、助產教育、藥劑學、生物及環境科學、生物化學和法證科學。[126]
- 新亨特樓圖書館（New Hunt's House Library）：位於蓋伊校區，館藏涵蓋所有生物醫學科學科目，以及醫學、口腔醫學、物理治療和醫療服務的資源。[127]
- 韋斯頓教育中心圖書館（Weston Education Centre Library）：位於丹麥山，館內藏書內容包括胃腸學、肝臟疾病、糖尿病、產科、婦科、兒科和醫學史。[128]
- 聖托馬斯樓圖書館（St Thomas' House Library）：位於聖托馬斯校區，館藏涵蓋所有基礎醫學、臨床醫學和衛生服務研究。[129]
- 精神病學研究院圖書館（Institute of Psychiatry Library）：位於丹麥山，是西歐最大的精神病醫學圖書館，館藏3,000冊印刷期刊、超過3,500冊電子期刊、38,000冊參考書籍及教學材料。[130]

### 學術聲望及排名
國王學院於2025年QS世界大學排名并列全球第40，於2025年泰晤士高等教育世界大學排名并列全球第36，于2024年軟科世界大學學術排名位列全球第53，于2024年美国新闻与世界报道全球大学排名并列全球第36。
根據2025年完全大學指南學科排名，國王學院有16个学科位列全英前十名，包括：健康研究（1）、社会政策（2）、商业与管理研究（3）、人类学（4）、法律（5）、音乐（6）、古典文学（6）、经济学（8）、政治学（8）、传播与媒体研究（8）、食品科学（9）、哲学（9）、牙科（9）、生物科学（10）、历史（10）、计算机科学（10）。

### 國王學院副院士（Associateship of King's College）
國王學院副院士資格（AKC）是學院最早期的榮譽，其早在1829年便已創辦。1829年的皇家憲章指述國王學院的成立目的為維持宗教與教育之間的聯繫，以及敎授英國國教的教義和義務。
副院士資格至今依然是學院的傳統，資格課程提供廣泛及研究為主的課堂，並給予學生機會，讓他們在其就讀的學位以外，認識有關宗教，哲學和道德的議題。所有國王學院的學生都擁有當選成為副院士的資格；在選舉後，副院士可以在其姓名後加上「AKC」勳銜。

## 校園生活

### 學生會（KCLSU）

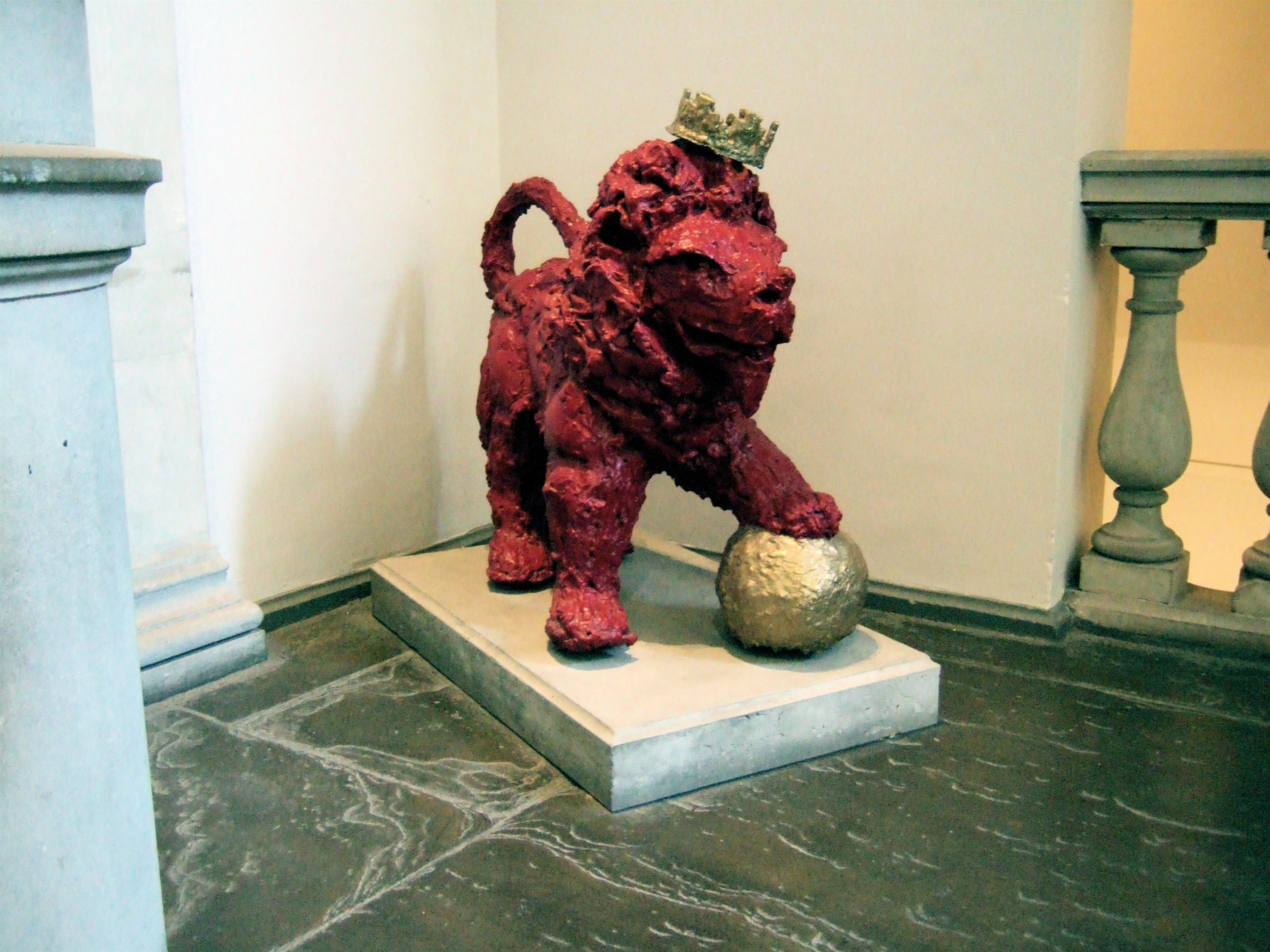
國王學院的吉祥物獅子雷吉（混凝纸雕版本）

國王學院學生會於1873年建立，是倫敦歷史最悠久的學生會，同時亦稱為英格蘭最古老的學生會。學院學生會提供學生各種活動及服務，包括超過50項運動、200個活動學會、義工服務機會、兩所酒吧及餐馆、店舖（King's Shop）以及健身中心。學生會亦曾於1992年至2013年間營運以校友及諾貝爾和平獎得獎者德斯蒙德·圖圖命名的夜總會（Tutu's）。
國王學院的首位學生會長是艾维森·麥克亞當爵士（Sir Ivison Macadam），其同時亦為英國大學學生會聯盟的首任主席。河岸校區的學生會大樓麥克亞當大樓後來以其命名。
獅子雷吉（Reggie the Lion）是學院學生會的官方吉祥物。學院目前共擁有三座雷吉雕像，原本版本於學生會大樓展出，混凝纸雕版本於河岸校區大堂外，而純銀版本則會於畢業典禮中展示。

### 與倫敦大學學院的競爭
國王學院與大學學院之間的競爭為倫敦大學之中最為激烈。事實上，倫敦大學的成立被稱為「為了掩飾兩所學院之間的競爭」。二十世纪初期，國王學院與大學學院的競爭主要圍繞在吉祥物上。大學學院的吉祥物是菲尼亞斯（穿著短裙的蘇格蘭高地人，盗取自托特納姆宮路一所煙草商的標誌），而國王學院當時的吉祥物是巨型啤酒瓶。國王學院後於1923年將吉祥物改為獅子雷吉，其在同年12月在手持丁字尺的工程學生保護下首次於學生活動中首次出現。現今兩所學院的競爭由兩校欖球比賽取代。

### 與倫敦政治經濟學院的競爭
2005年12月2日，最少200名政治經濟學院學生對國王學院英文學系造成32000英鎊（根據2006年9月26日政經學院學生報）的破壞，使兩所學院的關係緊張化。
國王學院校長里克·特雷納（Rick Trainor）呼籲學生不准報復，而政經學院學生會因此向國王學院道歉，並需要支付所有維修費用。政經學院對破壞行為作出正式譴責，惟泰晤士報在一幅於政經學院學生報刊登的相片中，發現時任政經學院校長霍華德·戴維斯在暴乱發生前曾與學生會成員喝酒，並指出國王學院早已成為其目標，但此主要是由於國王學院與政經學院相鄰，而非對國王學院有所惡感。

## 著名人物

### 著名校友

#### 文學界
- 英國浪漫主義詩人約翰·濟慈
- 英國作家托马斯·哈代（法語，1863）
- 英國作家維吉尼亞·吳爾芙（語言學，1901）
- 英國科幻小說作家、發明家亞瑟·查理斯·克拉克（理學士，1948）
- 英國的作家、電視節目主持艾倫·狄波頓（哲學碩士，1992）
- 英國作家，Booker獎得主Anita Brookner
- 英國劇作家威廉·S·吉爾伯特（文學士，1856）

#### 科學及醫學界
- 英國博學家法蘭西斯·高爾頓（醫學，1839）
- 英國理論物理與數學家麦克斯韦
- 英國物理化學家羅莎林·富蘭克林
- 英國外科與解剖學家Astley Cooper（醫學）

#### 政治、外交及商界
- 賽普勒斯政治人物、總統塔索斯·帕帕佐普洛斯 （法律學士）
- 賽普勒斯政治人物、總統格拉夫科斯·克萊里季斯（法律學士）
- 約旦政治人物、首相馬魯夫·巴希特（戰爭研究學系博士）
- 伊拉克政治人物、總理阿卜杜勒·拉赫曼·巴扎茲（法律研究）
- 烏干達政治人物、總統戈弗雷·比奈薩（法律學）
- 巴哈馬政治人物、總理林丁·平德林
- 加納總督William Hare, 5th Earl of Listowel
- 加拿大政治人物、副總理Anne McLellan
- 馬來西亞政治人物、马来西亚国会下议院议长阿兹哈阿兹占·哈仑（法学硕士）
- 新加坡政治家、副總理拉惹勒南
- 英國外交大臣Lord Owen
- 英國内閣部長Lord MacGregor
- 英國内閣部長Lord Watkinson
- 英國内閣部長Lord Passfield
- 英國内閣部長Lord Wilmot
- 英國曼彻斯特大学校长Dame Nancy Rothwell
- 香港商人鄧永鏘爵士，KBE（哲學學士及法學）
- 德國外交官、前駐華公使魏翰楷（國際關係學碩士）[150]

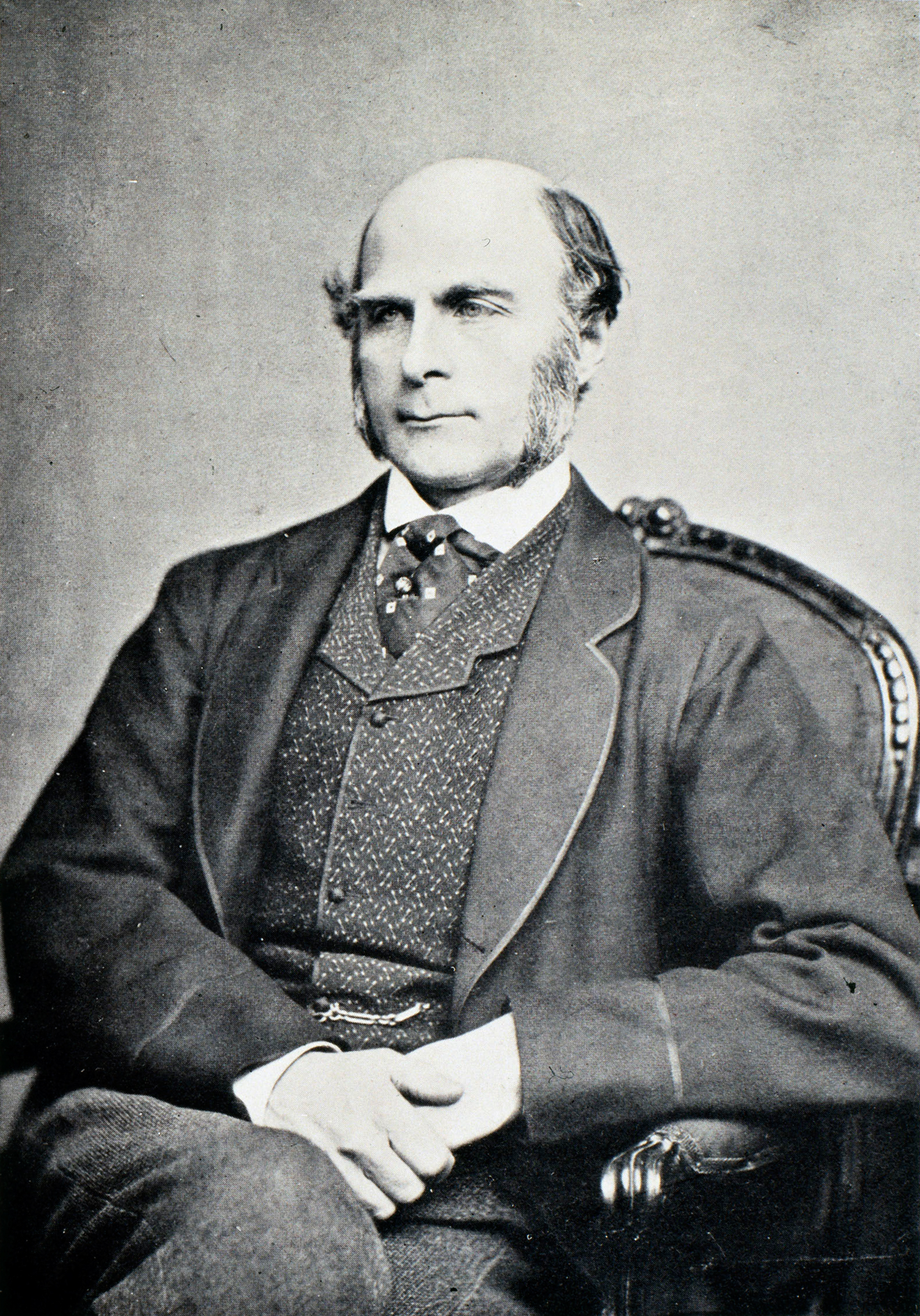
博學家法蘭西斯·高爾頓 (Medicine, 1839)
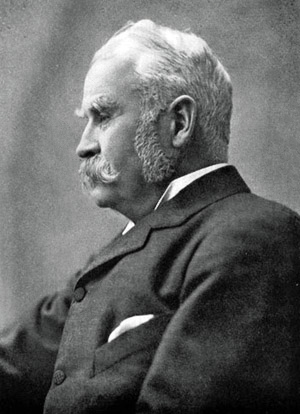
劇作家威廉·S·吉爾伯特 (BA, 1856)
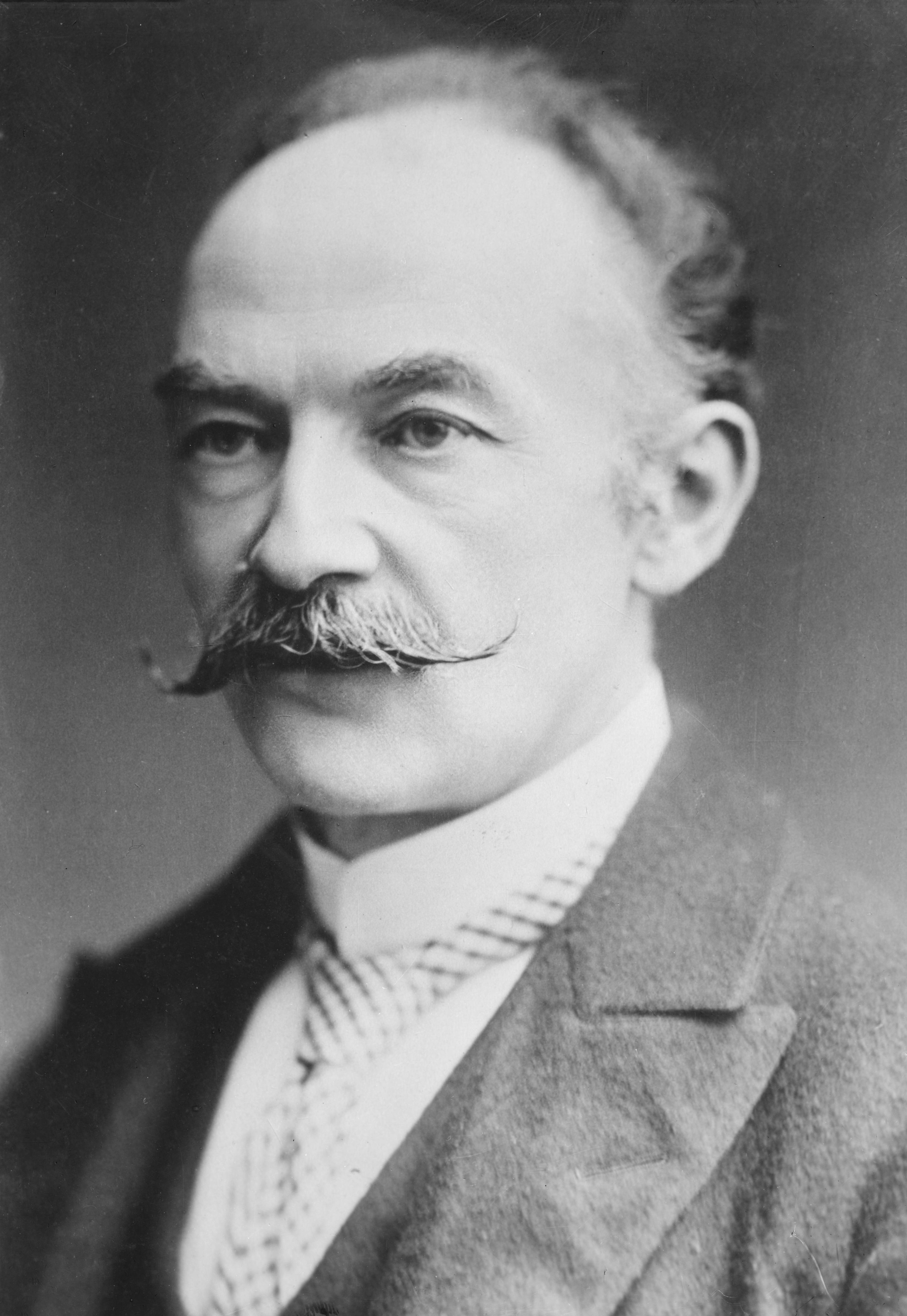
作家托馬斯·哈代 (French, 1863)
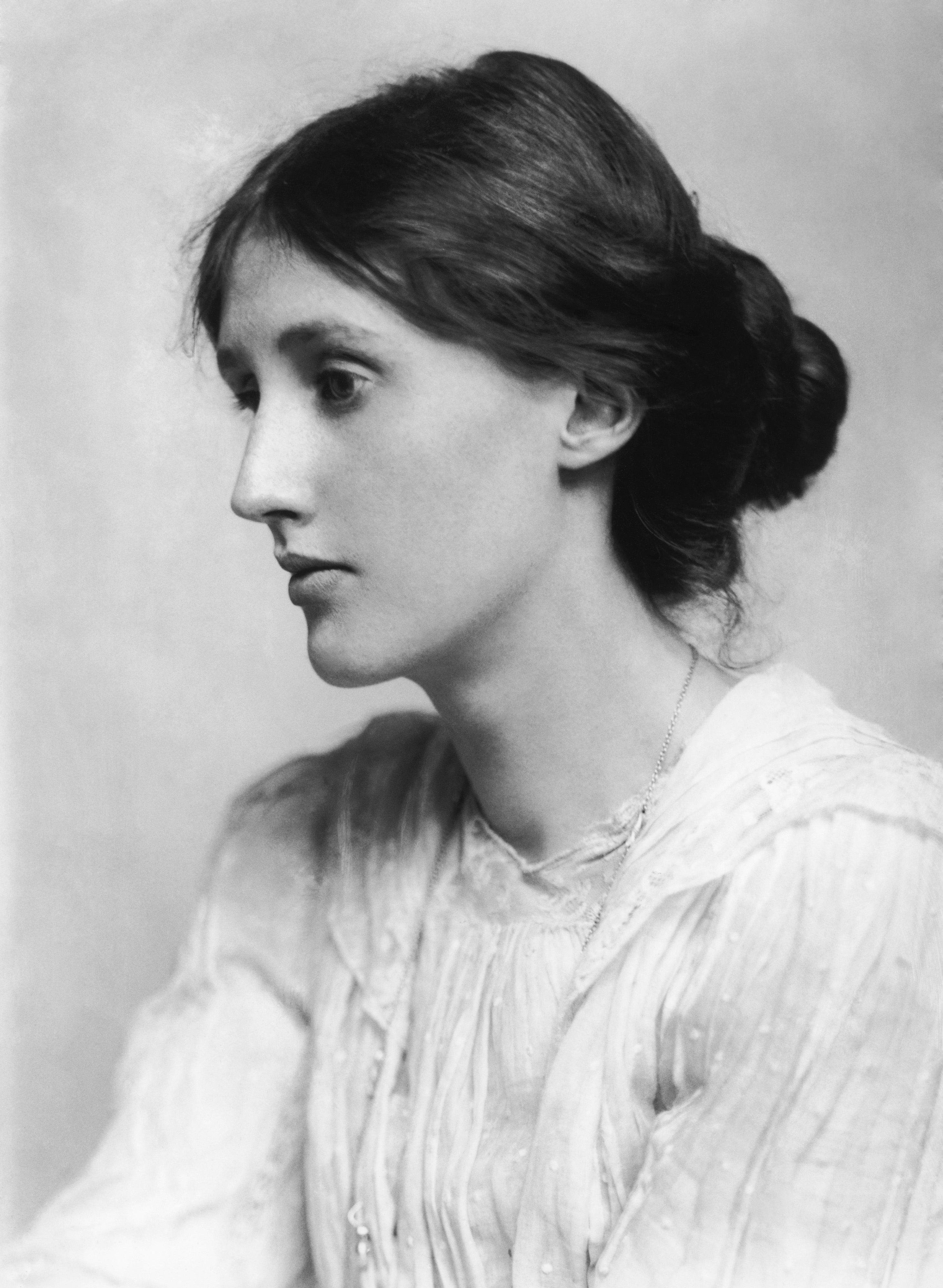
作家維吉尼亞·吳爾芙 (Languages, 1901)
作家亞瑟·查理斯·克拉克 (BSc, 1948)
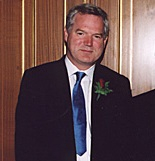
病毒學家邁克爾·霍頓 (PhD, 1977)
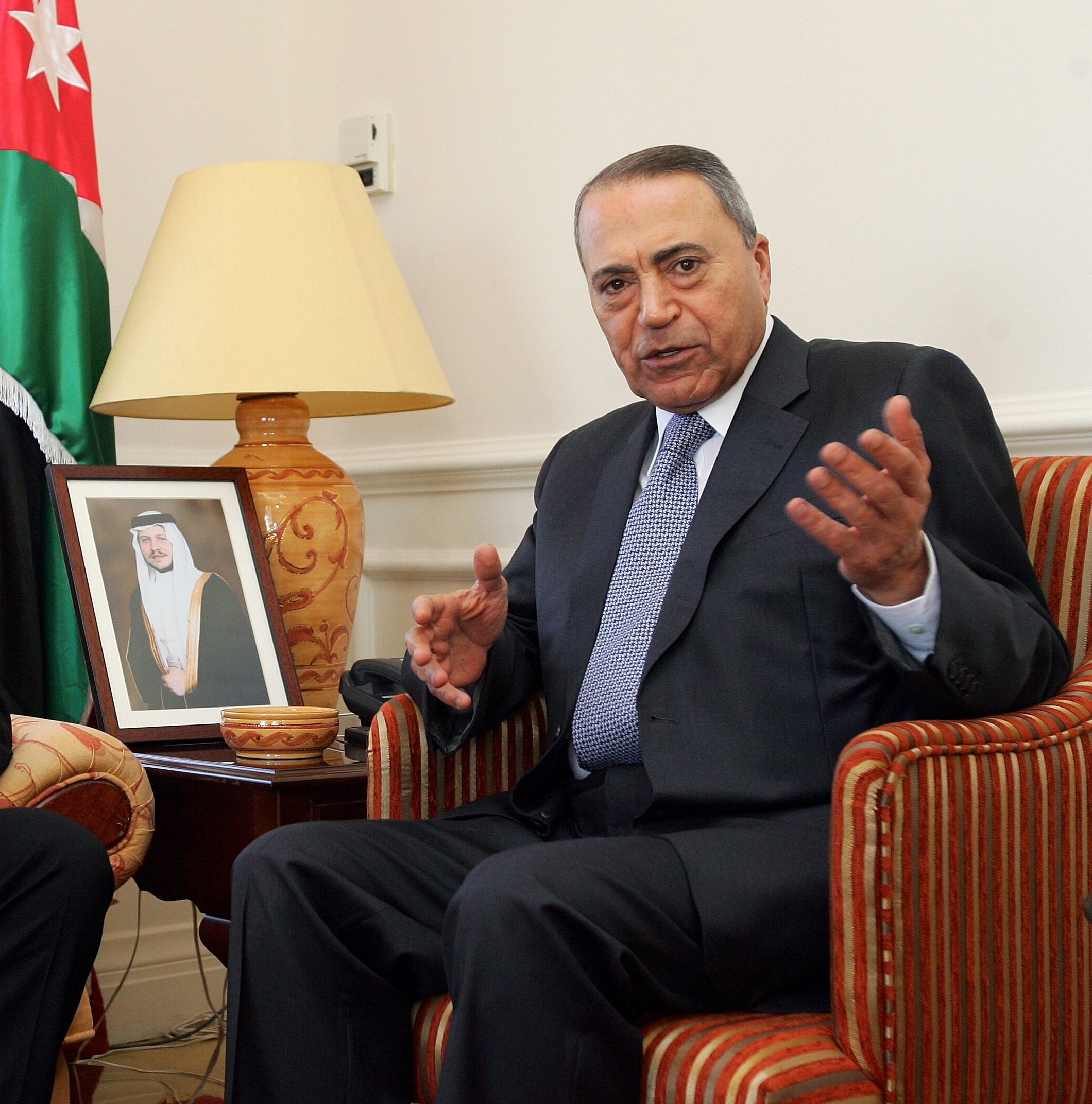
約旦首相馬魯夫·巴希特 (PhD, 1990)
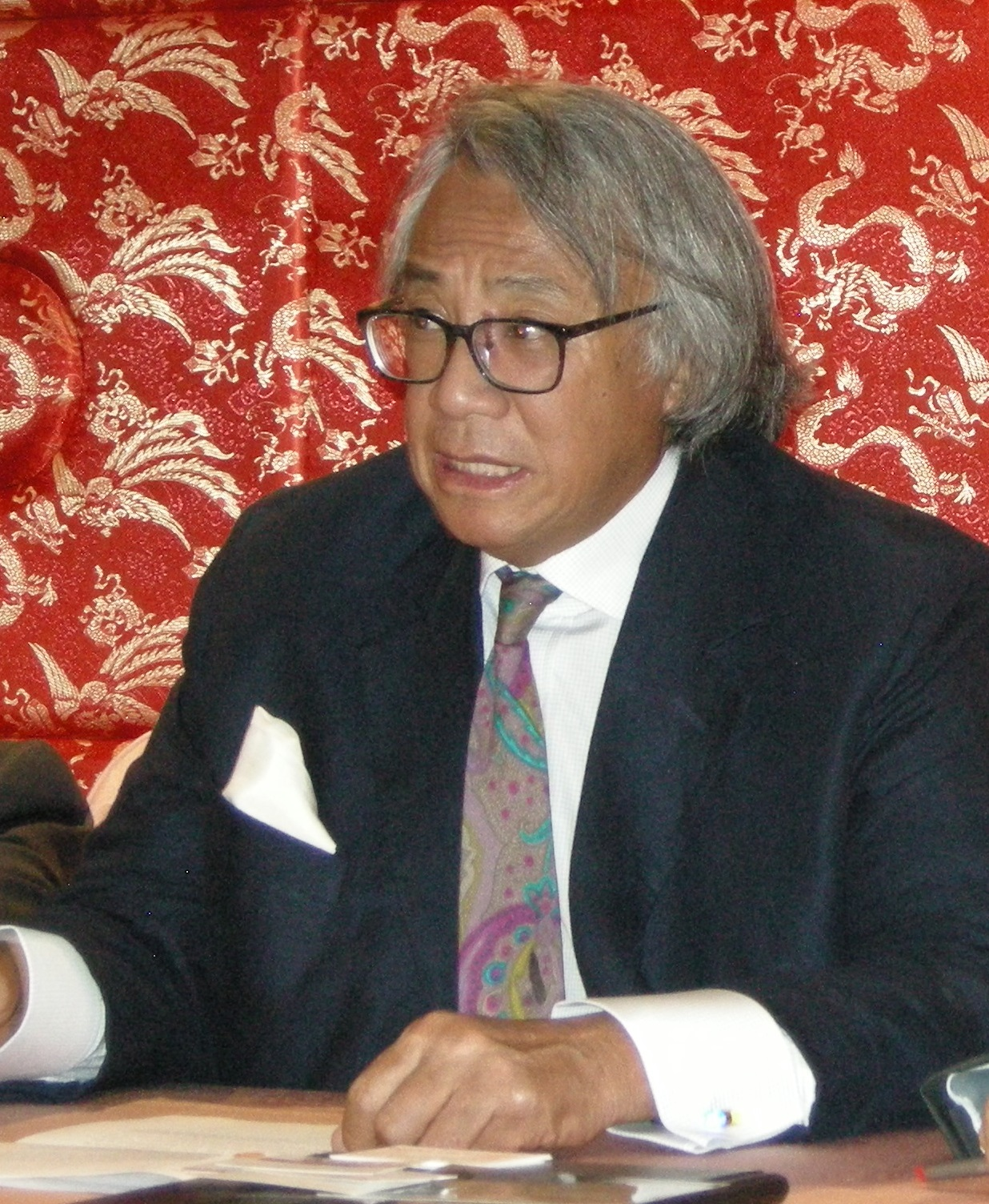
鄧永鏘

### 著名教職員

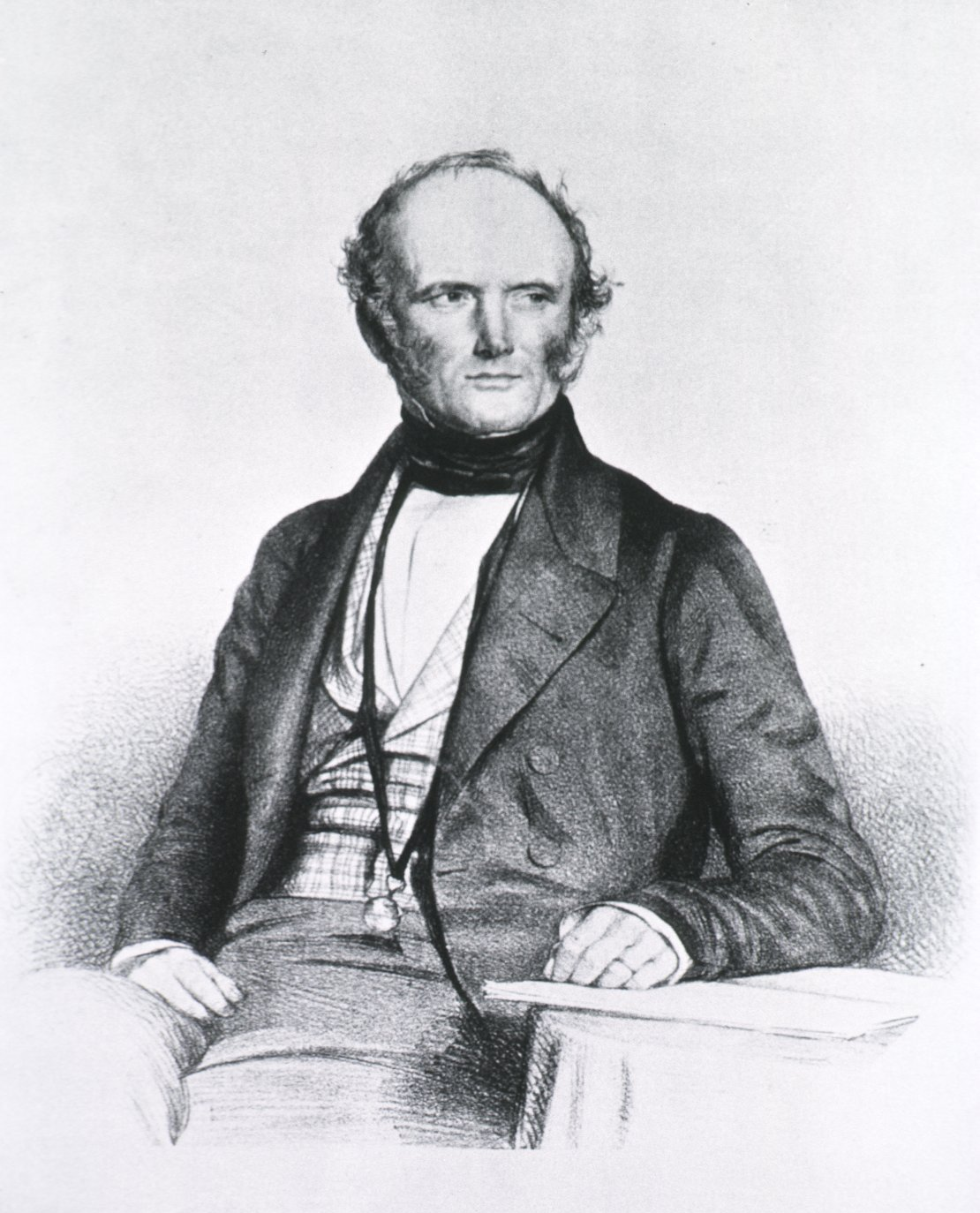
查爾斯·萊爾
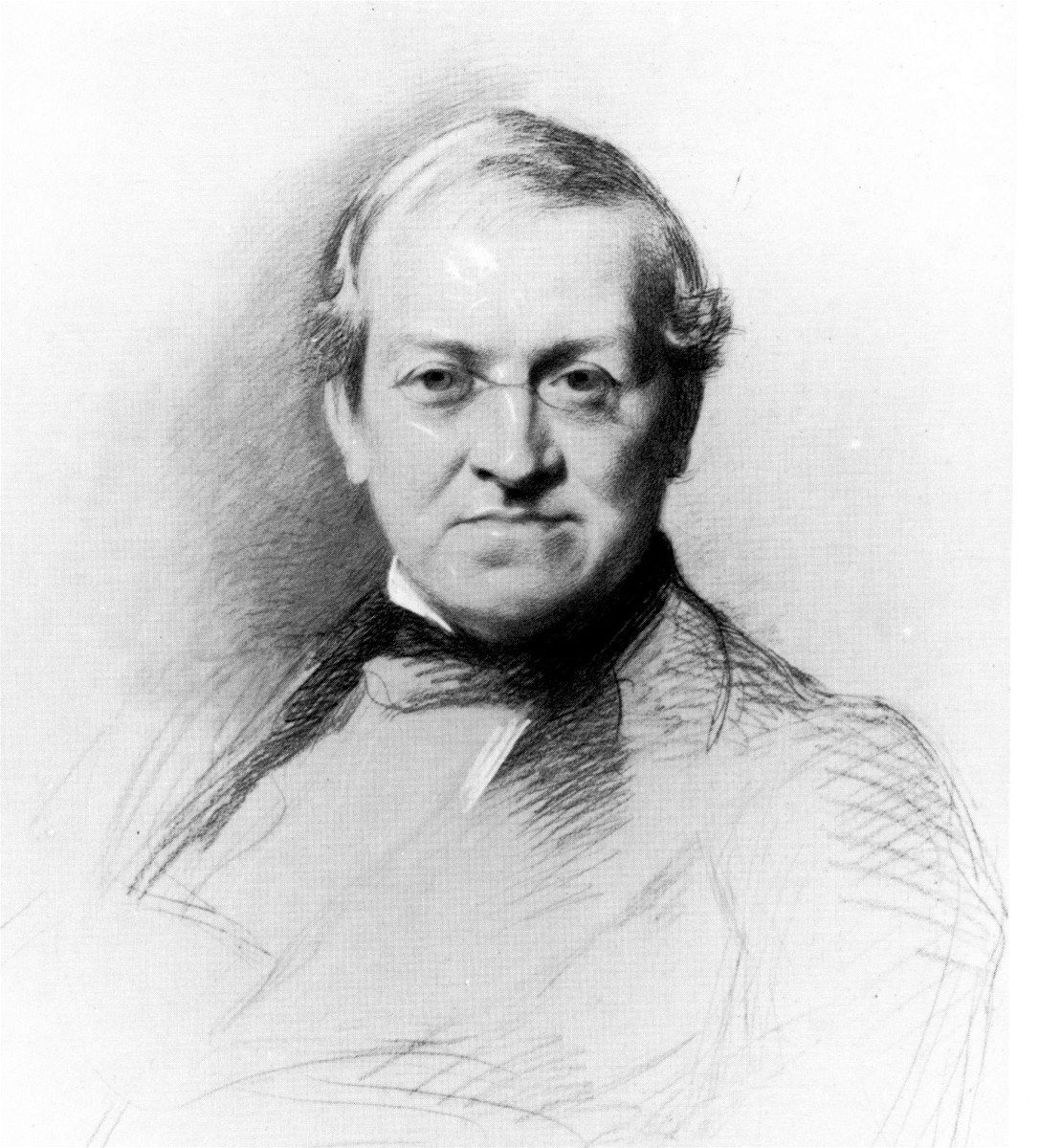
查爾斯·惠斯通
詹姆斯·克拉克·麦克斯韦
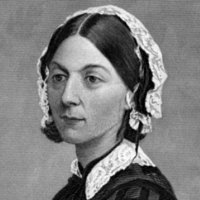
弗羅倫斯·南丁格爾
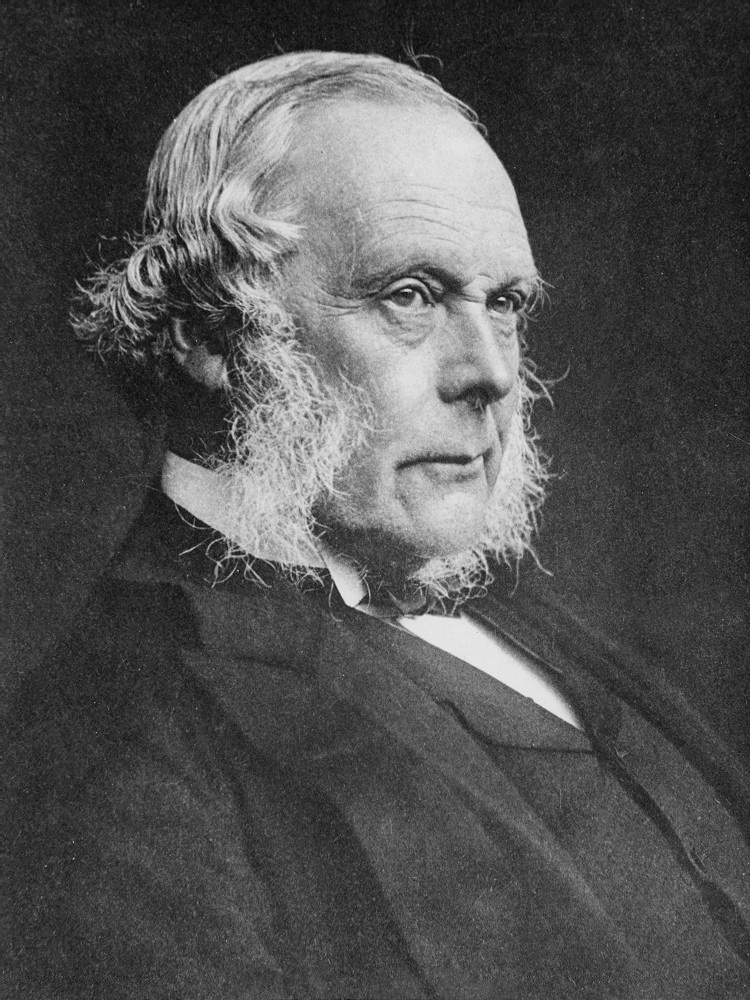
約瑟夫·李斯特，第一代李斯特男爵
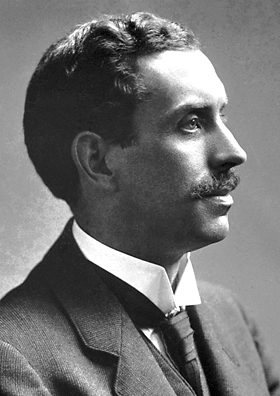
查爾斯·巴克拉
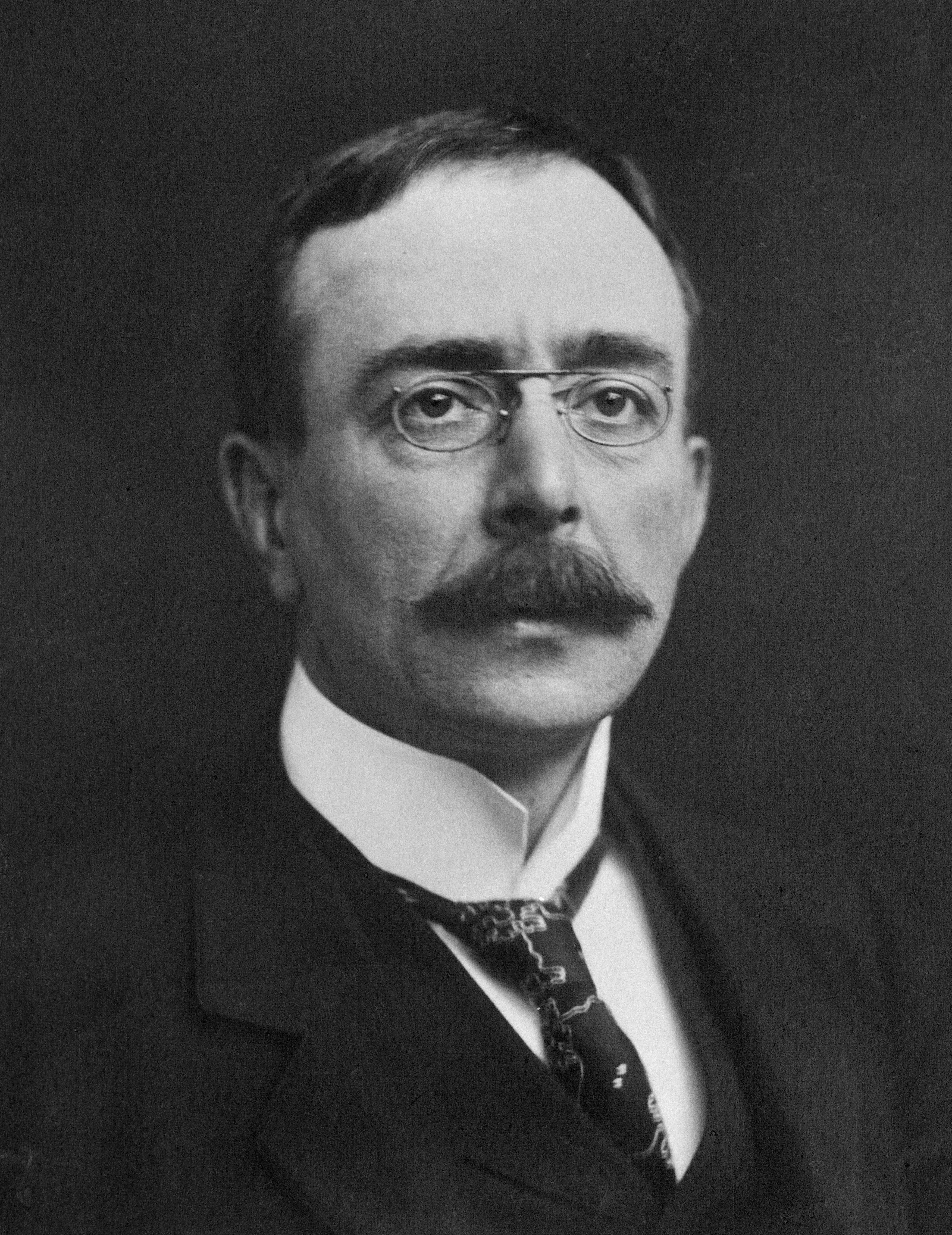
查爾斯·斯科特·謝靈頓
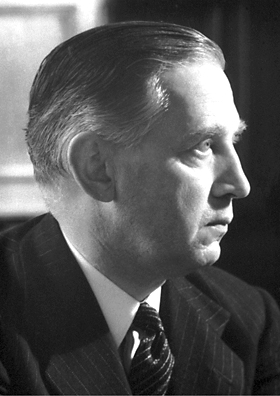
愛德華·阿普爾頓
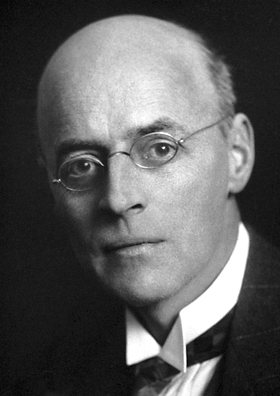
歐文·理查森
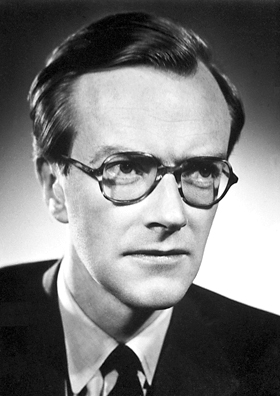
莫里斯·威爾金斯
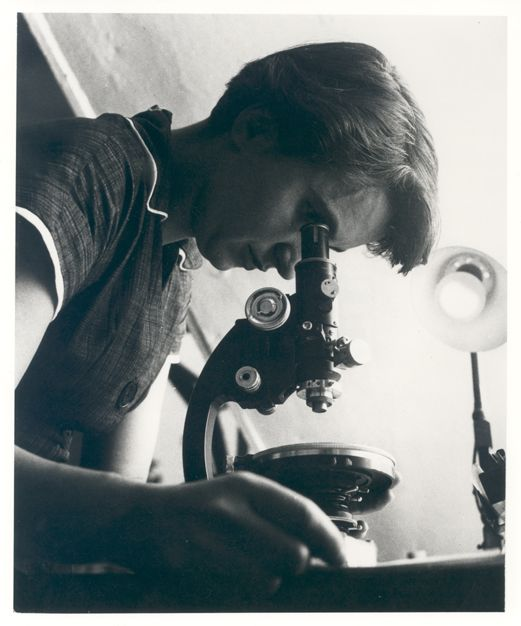
羅莎琳·富蘭克林
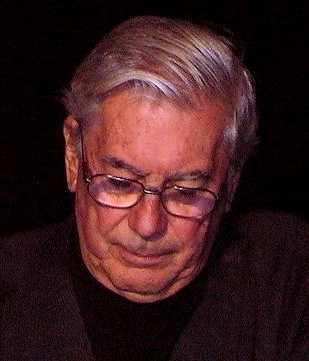
馬里奧·巴爾加斯·略薩
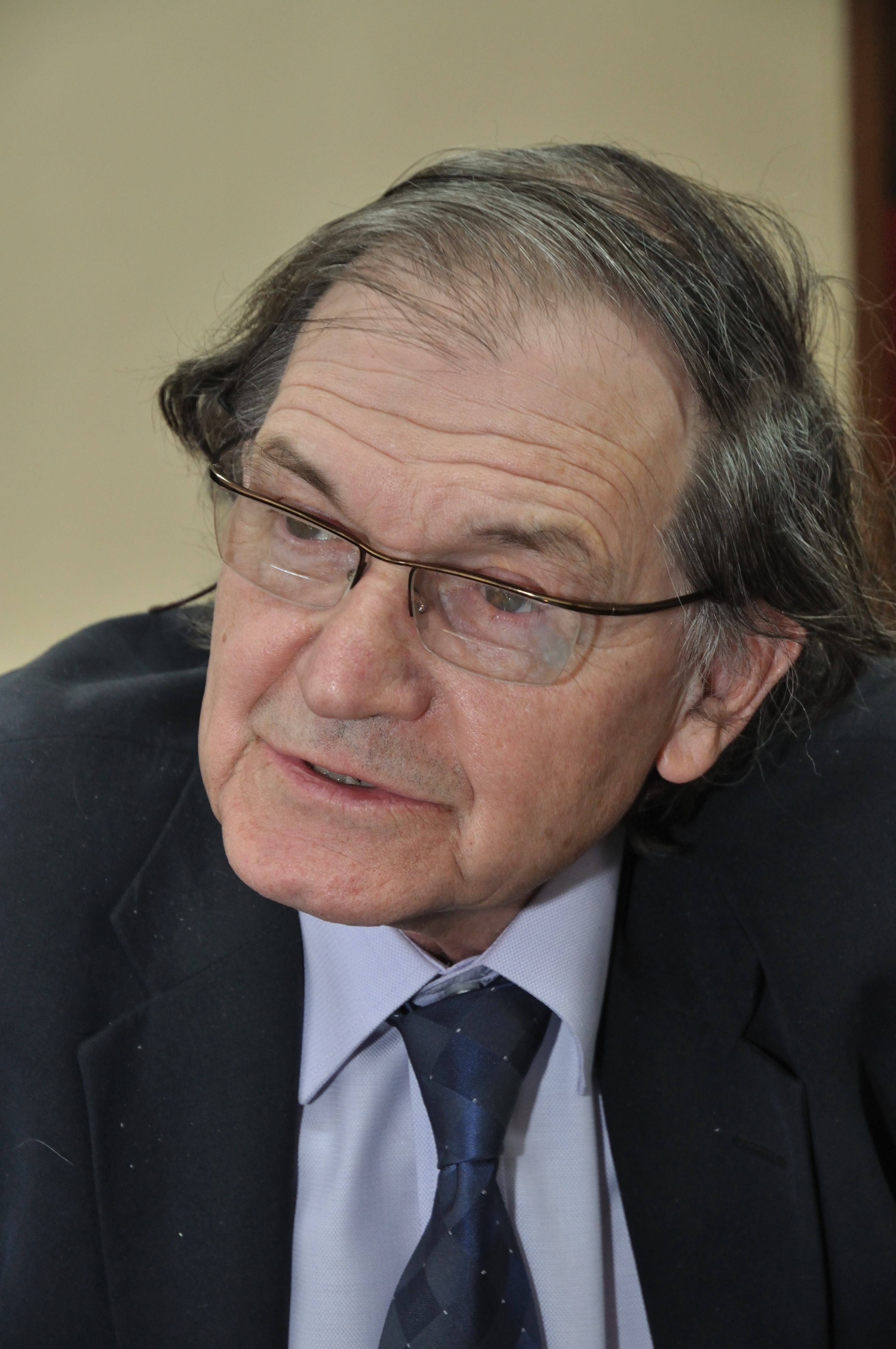
羅傑·潘洛斯

### 諾貝爾獎得主
- 1917年諾貝爾物理學獎　查尔斯·巴克拉　（「發現X射線的散射現象」）
- 1928年諾貝爾物理學獎　欧文·瑞查森　（「發現瑞查森定律 (Richardson's Law)」）
- 1929年諾貝爾生理學或醫學獎　弗雷德里克·霍普金斯　（「發現多種維生素」）
- 1932年諾貝爾生理學或醫學獎　查尔斯·斯科特·谢灵顿　（「關於神經功能方面的發現」）
- 1947年諾貝爾物理學獎　爱德华·阿普尔顿　（「發現高度約為150英里的電離層」）
- 1951年諾貝爾生理學或醫學獎　马克斯·泰累尔　（「發現黃熱病疫苗」）
- 1962年諾貝爾生理學或醫學獎　莫里斯·威爾金斯　（「發現DNA的雙螺旋結構」）
- 1984年諾貝爾和平獎　德斯蒙德·图图
- 1988年諾貝爾生理學或醫學獎　詹姆士·W·布拉克　（「發明藥物心得安和合成出甲氰咪胍」）
- 2010年諾貝爾文學獎　马里奥·巴尔加斯·略萨
- 2014年諾貝爾物理學獎　彼得·希格斯　（「次原子粒子質量的生成機制理論」）
- 2014年諾貝爾化學獎　邁可·列維特　（「為複雜化學系統創造了多尺度模型」）
- 2020年諾貝爾生理學或醫學獎　麥可·霍頓　（「发现丙型肝炎病毒」）
- 2020年諾貝爾物理學獎　羅傑·潘洛斯　（「發現黑洞的形成是廣義相對論的確鑿預測」）

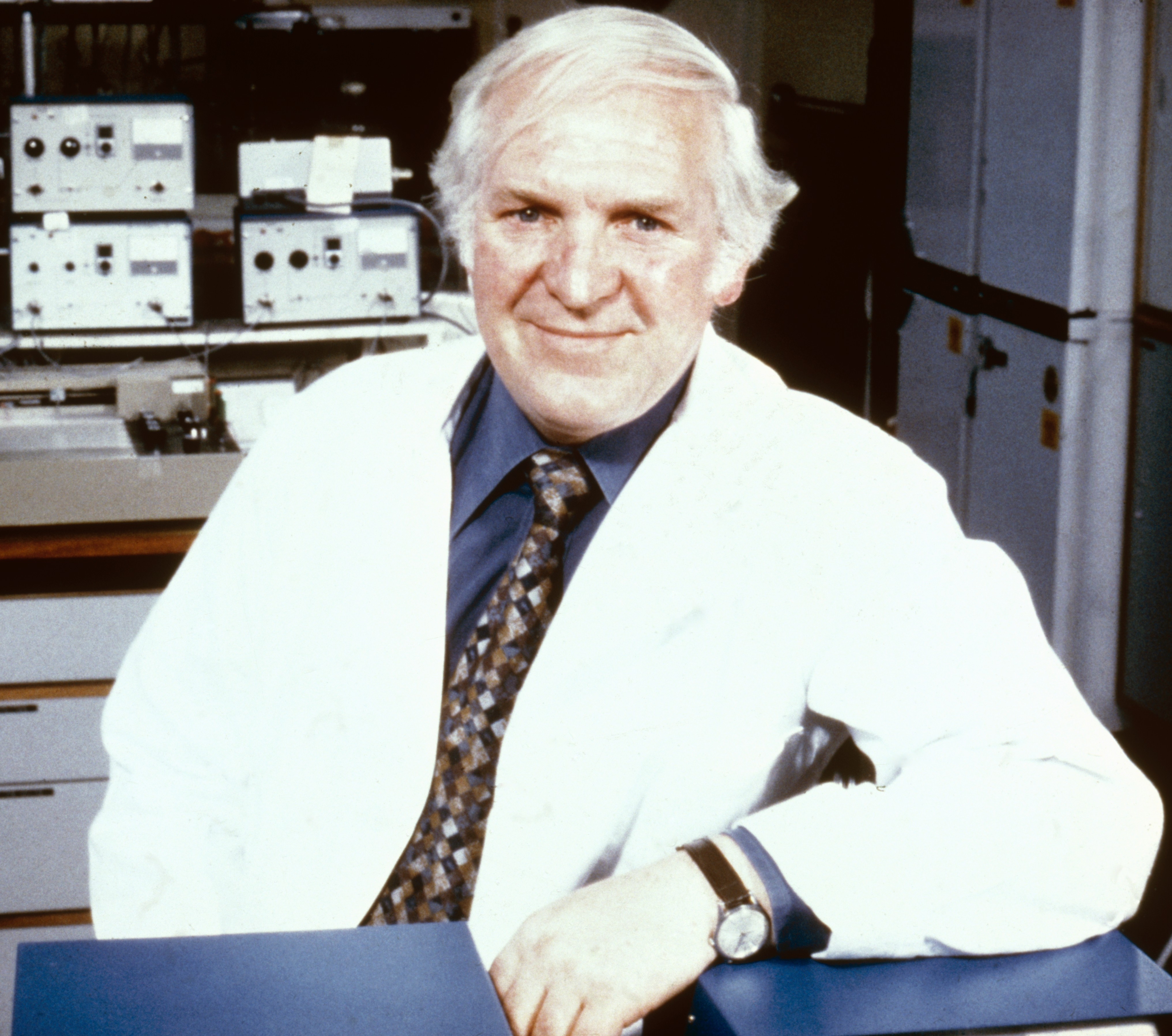
詹姆士·W·布拉克
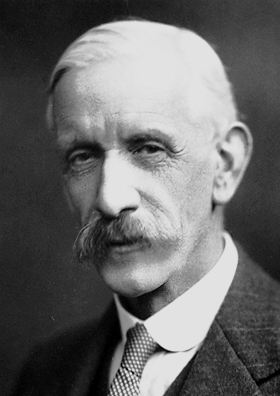
弗雷德里克·霍普金斯
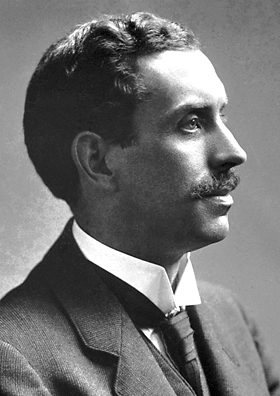
查尔斯·巴克拉
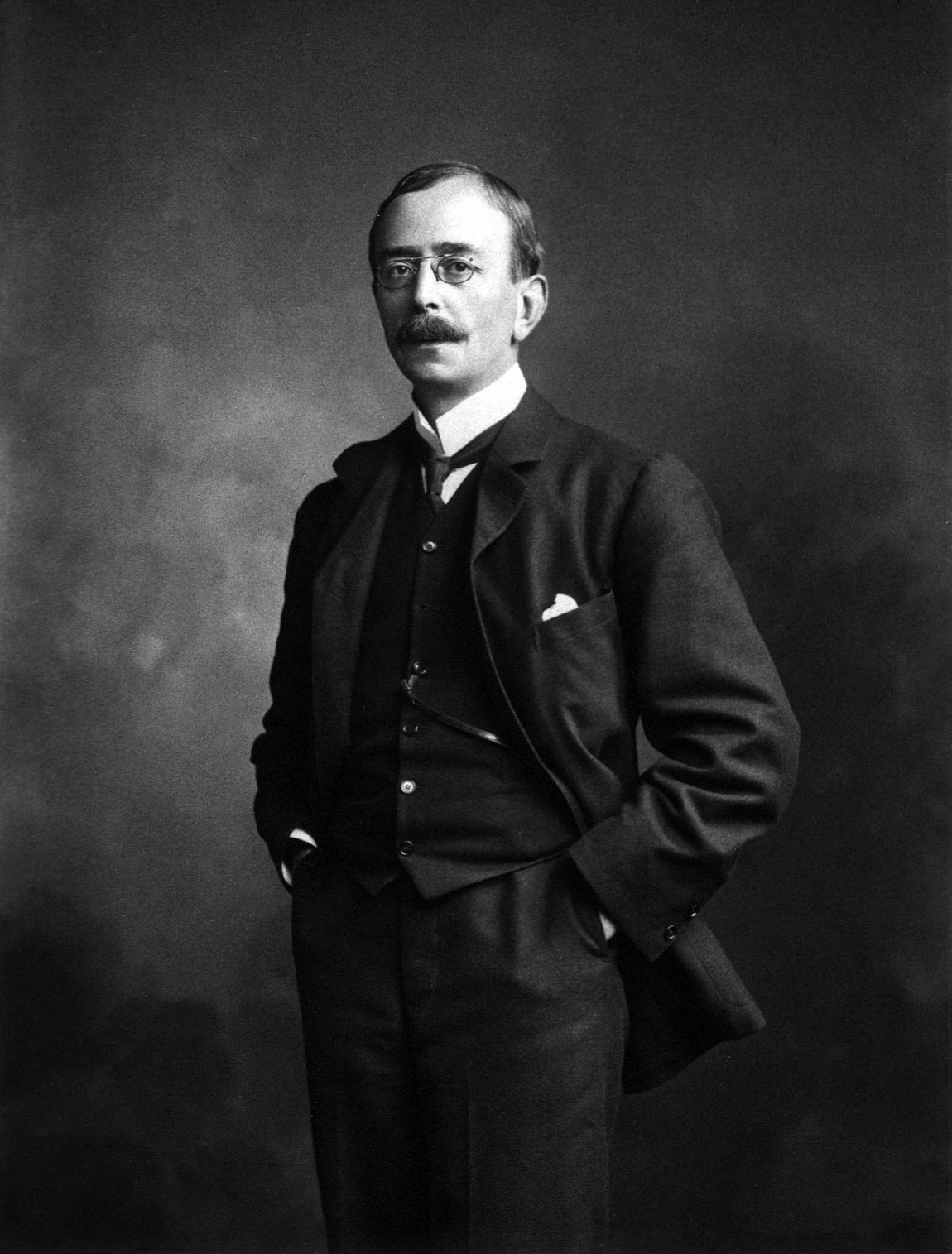
查尔斯·斯科特·谢灵顿
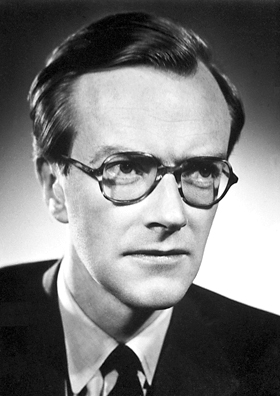
莫里斯·威爾金斯
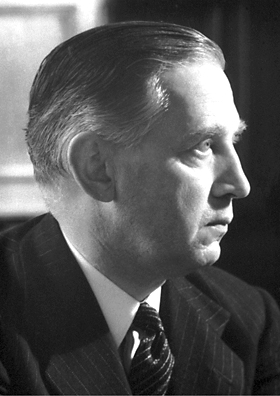
爱德华·阿普尔顿
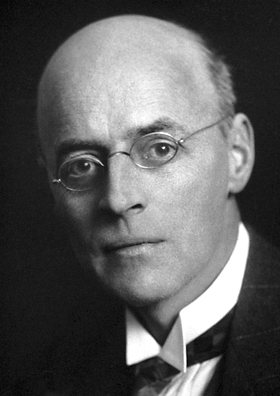
欧文·瑞查森
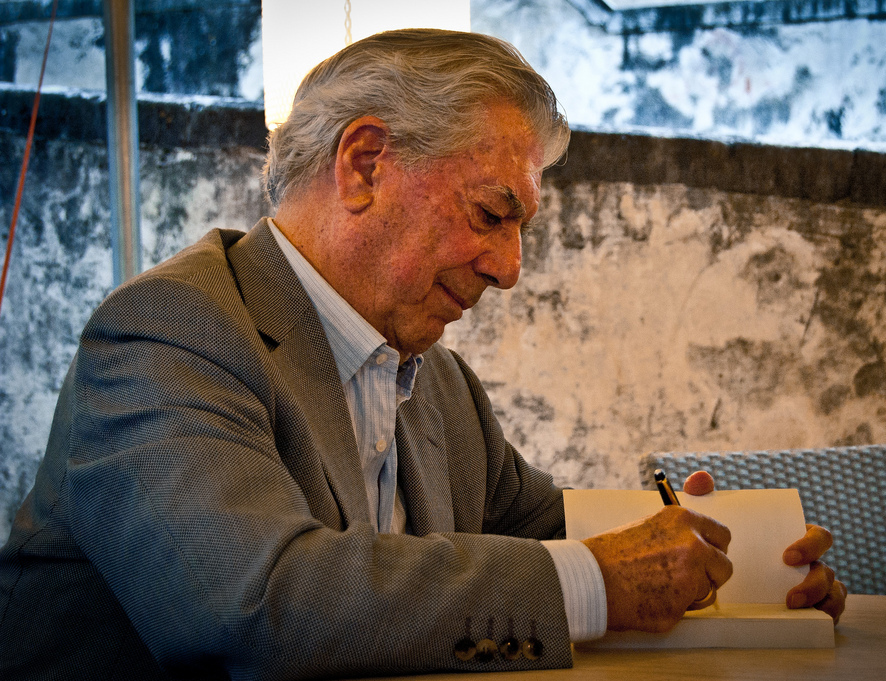
馬里奧·巴爾加斯·略薩
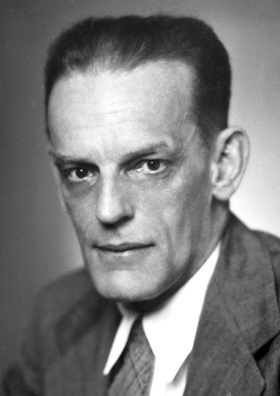
马克斯·泰累尔
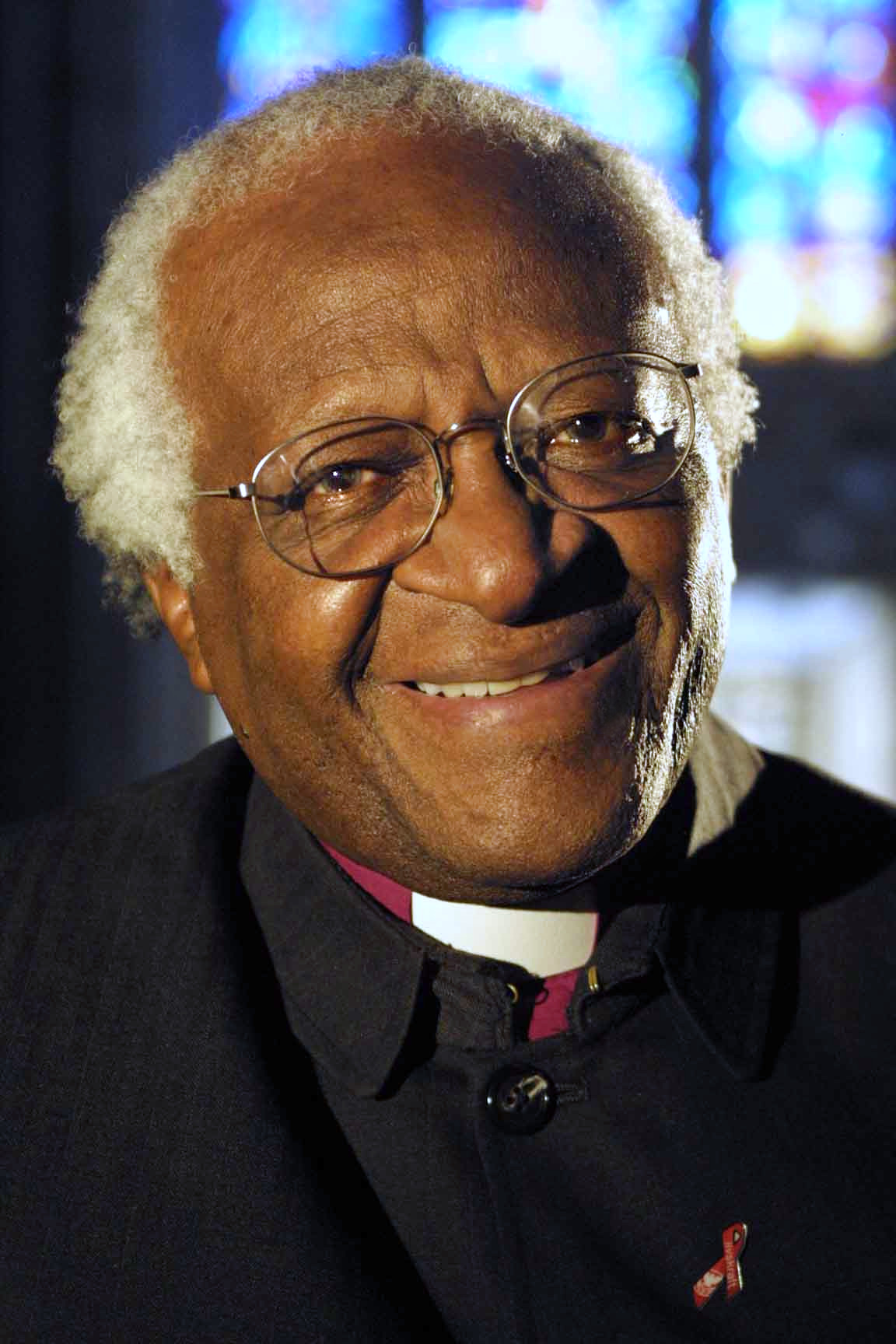
德斯蒙德·图图
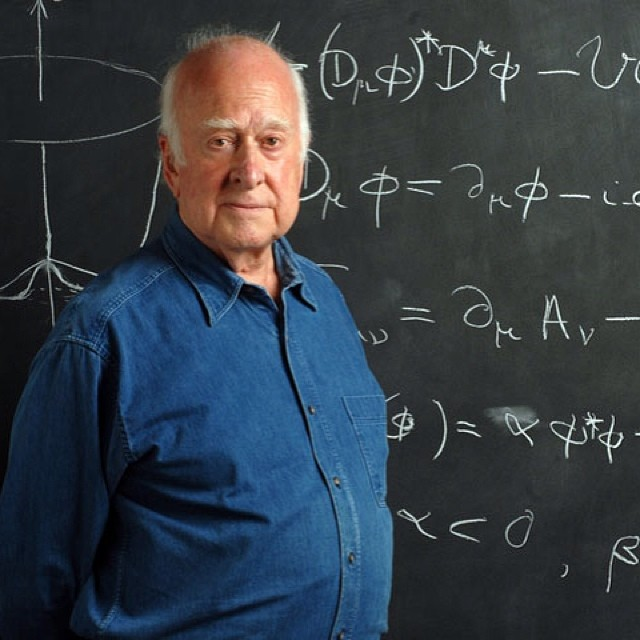
彼得·希格斯
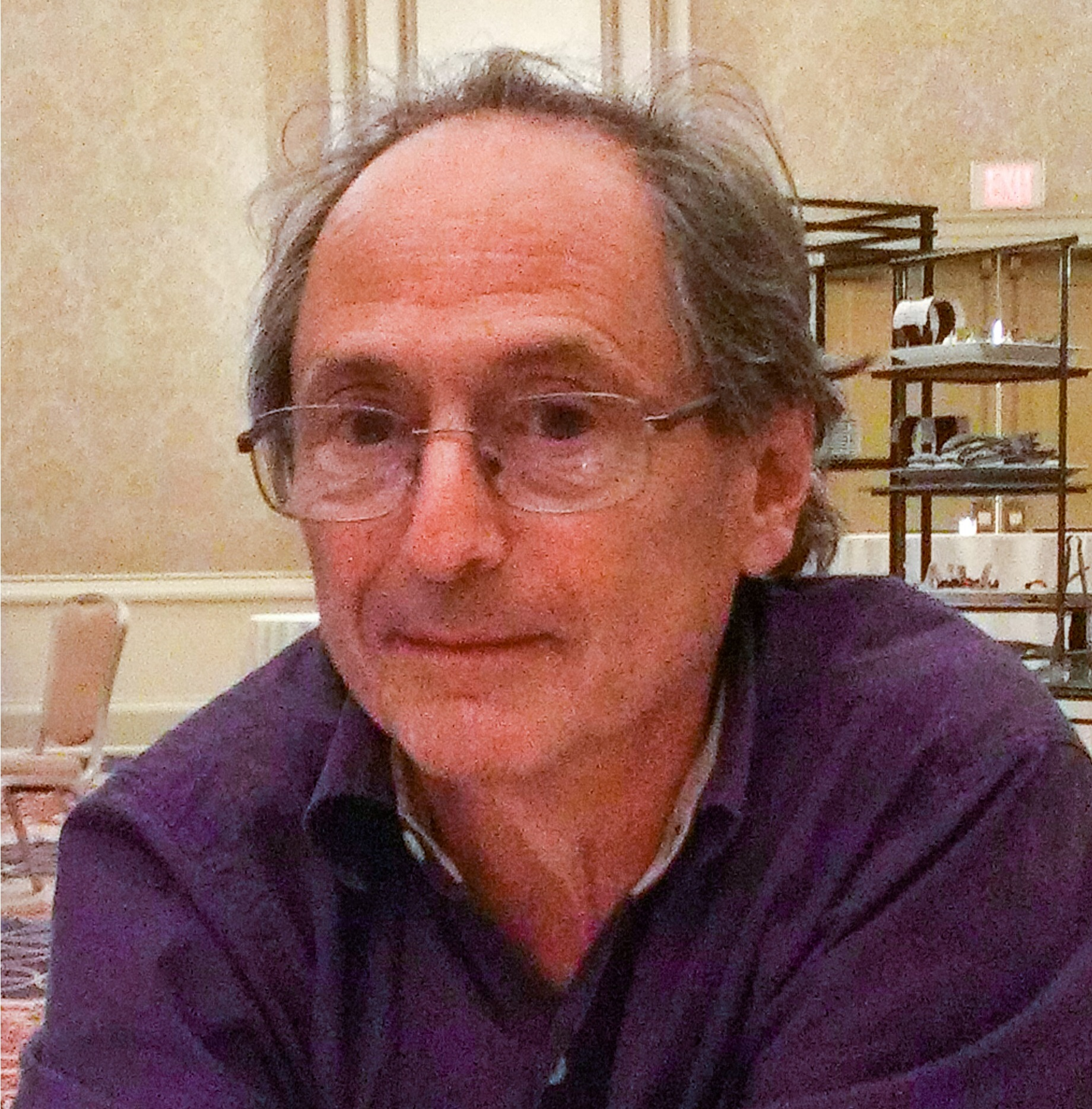
邁可·列維特

## 流行文化中的國王學院

### 虛構校友
在英國BBC電視連續劇《新世紀福爾摩斯》（Sherlock）首季第2集《神秘符號》（The Blind Banker）中，華生的履歷表上顯示其為國王學院的醫學生。在菲利普·羅斯的小說《情慾教授》（The Professor of Desire）中，主角大衛·凱普什曾取得傅爾布萊特獎助學金，並於國王學院學習比較文學。在亨利·哈德遜的部份畫作中，中國科學神童楊森（Young Sen）取得國王學院醫學院的無條件取錄；該系列的畫作中描繪楊森的各種成功及失敗。

### 虛構教職員
在《福爾摩斯探案》短篇故事《住院病人》中，珀西·特里維廉醫生（Dr Percy Trevelyan）自稱為在畢業後加入國王學院醫院的「倫敦大學人」。

### 非虛構教職員
妮可·基嫚在2015年9月起於倫敦諾埃爾科沃德劇院（Noel Coward Theatre）演出名為《照片51》的劇目；妮可於劇中飾演參與解出DNA結構的物理化學家羅莎琳·富蘭克林。「照片51」是由富蘭克林，以及一位博士生在1952年於國王學院所拍攝的一張DNA之X光繞射圖片。

### 小說設定
丹·布朗的《達文西密碼》將國王學院神學院圖書館小說化。

### 電影設定
國王學院的新古典主義建築正面，以及連接河岸與薩默塞特府的道路，曾在奧利弗·帕克的電影《甜心大話王》中模擬維多利亞時代的河岸街。不少電影亦曾在國王學院的薩默塞特府東翼取景，包括、及。莫恩圖書館亦作為多部電影部份場面的背景，最值得注意的作品包括《達文西密碼》、及。

## 延伸阅读
- Hearnshaw, F. J. C. . George G. Harrap & Co. 1929.
- Huelin, G. (1978) King's College London, 1828–1978.
- Jones, C. K. (2004) King's College London: In the service of society.
- Taylor, Claire; Williams, Gwyn; Kenyon-Jones, Christine. . King's College London School of Medicine. 2006. ISBN 978-0-9552620-0-5.